# Châteaubourg (Ille-et-Vilaine)
Pour les articles homonymes, voir Châteaubourg.
Châteaubourg [ ʃɑ.to.buʁ] est une commune française située dans le département d'Ille-et-Vilaine, en région Bretagne.
En 2022, avec 7 523 habitants, elle est la 25e commune la plus peuplée d'Ille-et-Vilaine et la 71e de Bretagne.
Depuis 2020, la commune est labellisée Village étape.

## Géographie
Les anciennes communes de Broons-sur-Vilaine et de Saint-Melaine sont devenues des communes associées à Châteaubourg le 1er avril 1973, avant de fusionner totalement avec Châteaubourg le 1er janvier 2014.

### Situation
Châteaubourg, chef-lieu de canton jusqu'en 2015, est situé dans l’arrondissement de Fougères-Vitré.
D'abord concentrée autour du quartier de l'église, qui a été totalement réaménagé, la ville s'est ensuite agrandie par de nombreux nouveaux lotissements.
Sa position privilégiée entre Rennes et Vitré, avec un accès routier facile, permet à beaucoup de gens de venir s'y installer. La commune est traversée par la voie express Paris-Rennes (RN 157) et par l'axe ferroviaire majeur Paris-Rennes-Brest. Sa population a augmenté de 20 % en dix ans, et de 60 % en vingt ans (1988-2008).

### Localisation et communes limitrophes
|                    | La Bouëxière | Marpiré                |
| Servon-sur-Vilaine | Châteaubourg | Saint-Jean-sur-Vilaine |
|                    | Domagné      | Saint-Didier           |

### Relief
La commune de Châteaubourg est située dans l'est du bassin de Rennes, un bassin sédimentaire situé au cœur du Massif armoricain. L'essentiel du finage communal est formé d'un bas plateau, culminant dans l'extrême nord à 117 mètres dans la forêt de la Corbière (laquelle s'étend également sur les communes voisines de La Bouëxière et de Marpiré, et est le prolongement oriental de la forêt de Chevré) et à seulement 90 mètres dans sa partie sud ; ce plateau est séparé en deux par la vallée de la Vilaine, assez large, orientée est-ouest, qui est à 48 mètres d'altitude côté amont, à son entrée sur le territoire communal, et à 45 mètres d'altitude côté aval, à la limite de Servon-sur-Vilaine. Le bas plateau nord est aussi échancré par deux affluents de rive droite de ce fleuve côtier, le ruisseau de la Vallée (le long du cours duquel plusieurs étangs ont été aménagés, les deux principaux étant l'étang de Corbière et le grand étang de Fayelle) et le ruisseau du Pont de Pierre (lui aussi a vu plusieurs étangs aménagés le long de son cours, l'étang des Roches Bises et l'étang du Pont de Pierre sont les deux plus importants) ; le bas plateau sud est échancré par le ruisseau de la Lande, affluent de rive gauche de la Vilaine, qui forme la limite avec la commune voisine de Saint-Didier, dans la partie aval duquel un étang a été aménagé, qui sert de réservoir d'eau potable pour le Syndicat intercommunal des Eaux de Châteaubourg.

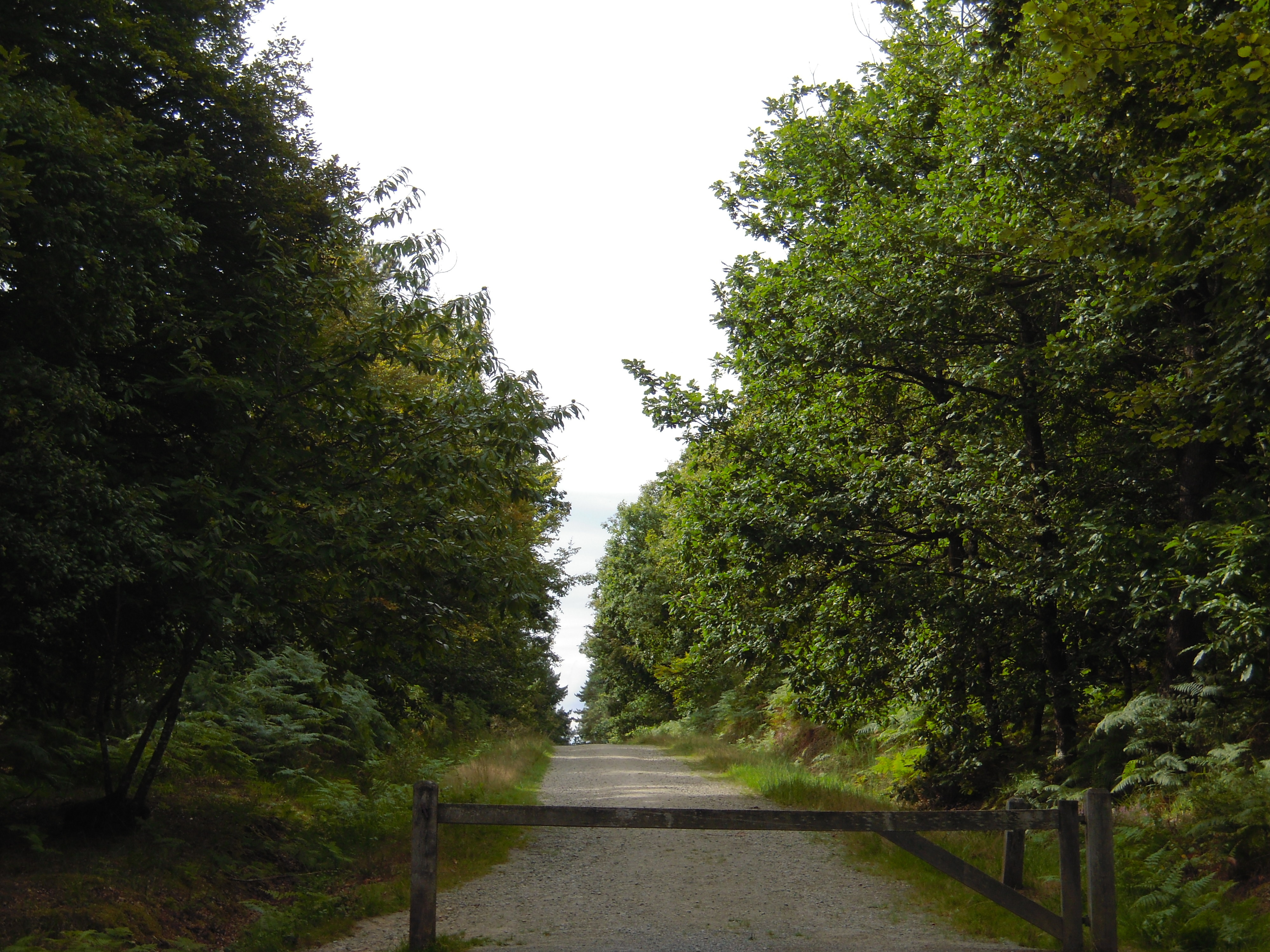
La forêt de la Corbière

### Hydrographie
La commune est séparée en deux par la Vilaine qui coule d'est en ouest. Ce fleuve côtier prend sa source à l’ouest du département de la Mayenne et se jette dans l’océan Atlantique dans le Morbihan. La Vilaine provoque périodiquement des inondations, par exemple en juillet 1881 (la crue la plus importante du XIXe siècle) ou encore le 25 novembre 1910 (l'eau « monta à deux mètres ») et le 5 décembre 1910, une maison en construction s'écroula même en raison d'un affaissement du terrain miné par les pluies, l'accident ensevelissant dix ouvriers dont six furent grièvement blessés, mais aussi en janvier 1936, en janvier 1939 (« La route nationale est coupée près de Châteaubourg ) ou plus récemment les 25 et 26 octobre 1966, en janvier 1995, décembre 1999, janvier 2001, etc. Le 12 mars 2013 « les clients de l’hôtel Ar Milin, à Châteaubourg, ont été évacués en bateau. Ils étaient logés à l'hôtel du parc. Les pompiers sont intervenus et sont venus vers 7 h les évacuer en barque ». Un plan de prévention des risques, concernant principalement les risques d'inondation, a été approuvé le 23 juillet 2007.
L'étang de Grand Fayelle, de 24 hectares, est un exemple d'étang méso-dystrophe à Carex en Ille-et-Vilaine.

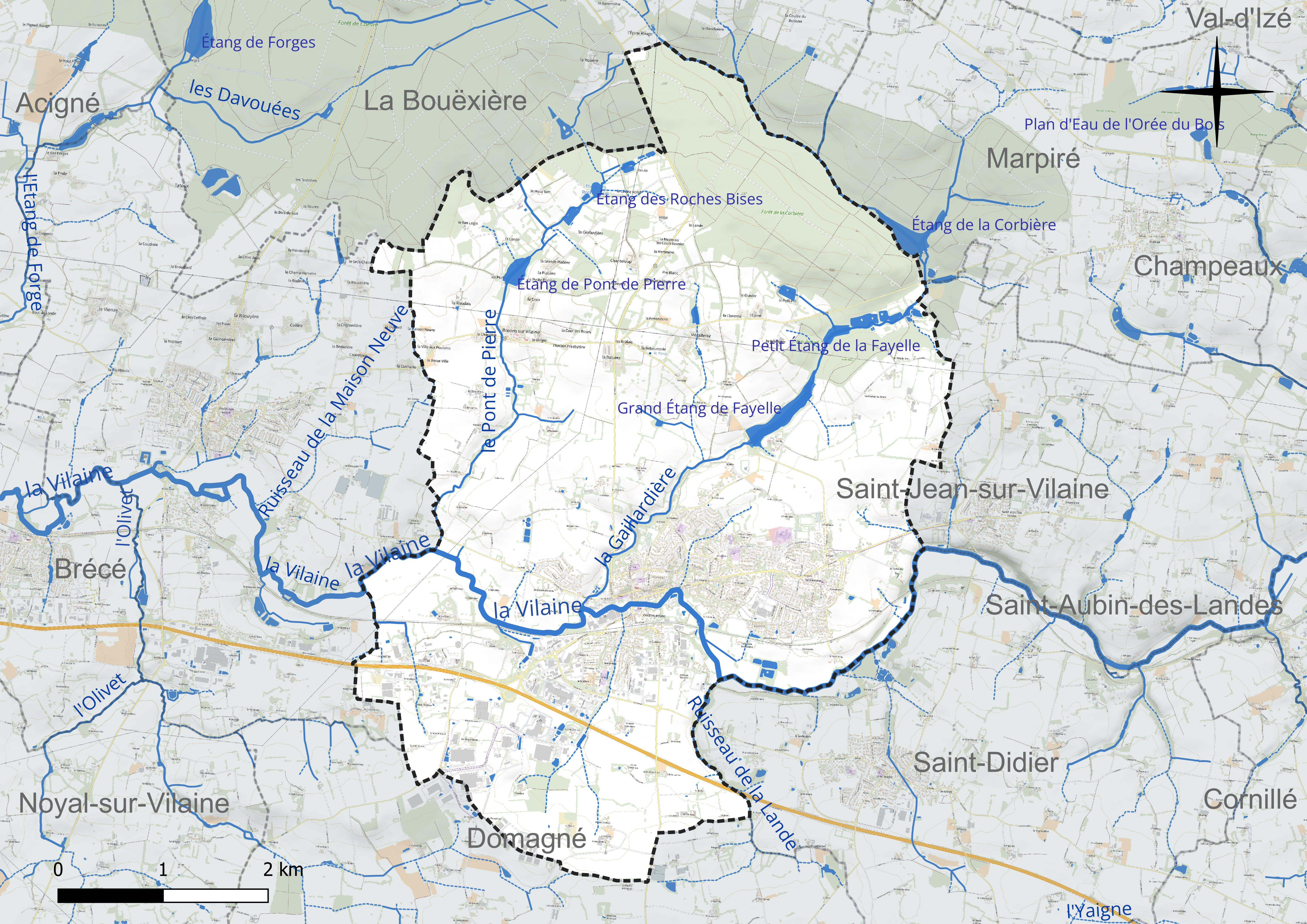
Carte du réseau hydrographique de la commune de Châteaubourg.
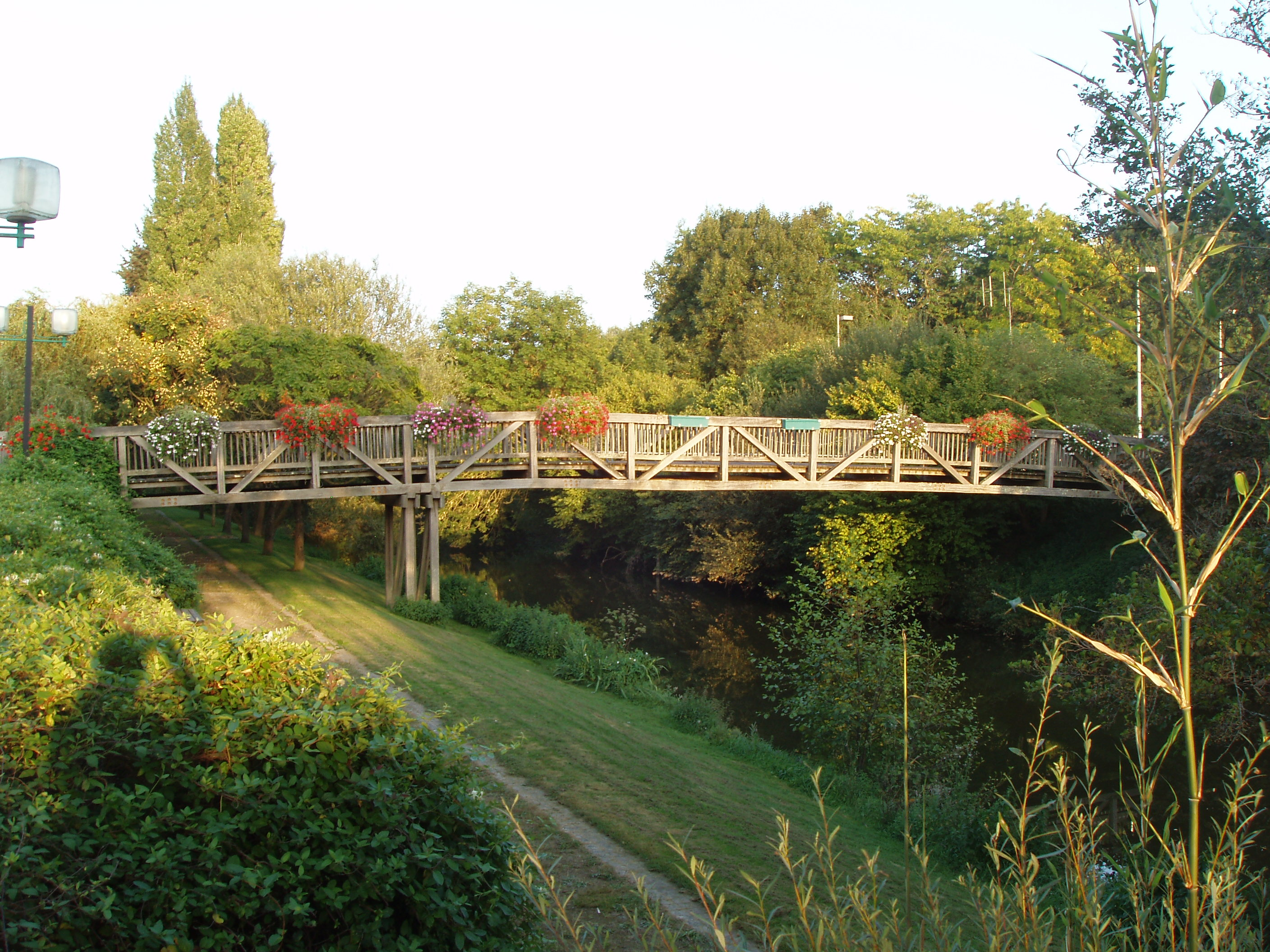
Ancien pont de bois surplombant la Vilaine au niveau du parc Bel Air.

#### Pollutions
Le 14 juin 2019, un ruisseau a été pollué par le sang à la suite d'une fuite dans l'abattoir derrière l'usine Tendriade.
Le samedi 21 novembre 2020, la Vilaine connaît, elle aussi, une pollution sans gravité. Il s’agissait de produit moussant ayant coulé dans le réseau à la suite d'une manœuvre des sapeurs-pompiers volontaires de la commune.

### Climat
Pour des articles plus généraux, voir Climat de la Bretagne et Climat d'Ille-et-Vilaine.
En 2010, le climat de la commune est de type climat océanique altéré, selon une étude du CNRS s'appuyant sur une série de données couvrant la période 1971-2000. En 2020, Météo-France publie une typologie des climats de la France métropolitaine dans laquelle la commune est exposée à un climat océanique et est dans la région climatique  Bretagne orientale et méridionale, Pays nantais, Vendée, caractérisée par une faible pluviométrie en été et une bonne insolation. Parallèlement l'observatoire de l'environnement en Bretagne publie en 2020 un zonage climatique de la région Bretagne, s'appuyant sur des données de Météo-France de 2009. La commune est, selon ce zonage, dans la zone « Sud Est », avec des étés relativement chauds et ensoleillés.
Pour la période 1971-2000, la température annuelle moyenne est de 11,4 °C, avec une amplitude thermique annuelle de 13,1 °C. Le cumul annuel moyen de précipitations est de 754 mm, avec 12,5 jours de précipitations en janvier et 6,9 jours en juillet. Pour la période 1991-2020, la température moyenne annuelle observée sur la station météorologique la plus proche, située sur la commune d'Arbrissel à 22 km à vol d'oiseau, est de 12,1 °C et le cumul annuel moyen de précipitations est de 718,7 mm,. Pour l'avenir, les paramètres climatiques de la commune estimés pour 2050 selon différents scénarios d’émission de gaz à effet de serre sont consultables sur un site dédié publié par Météo-France en novembre 2022.

## Urbanisme

### Typologie
Au 1er janvier 2024, Châteaubourg est catégorisée petite ville, selon la nouvelle grille communale de densité à sept niveaux définie par l'Insee en 2022.
Elle appartient à l'unité urbaine de Châteaubourg, une agglomération intra-départementale regroupant deux  communes, dont elle est ville-centre,,. Par ailleurs la commune fait partie de l'aire d'attraction de Rennes, dont elle est une commune de la couronne,. Cette aire, qui regroupe 183 communes, est catégorisée dans les aires de 700 000 habitants ou plus (hors Paris),.

### Occupation des sols
L'occupation des sols de la commune, telle qu'elle ressort de la base de données européenne d’occupation biophysique des sols Corine Land Cover (CLC), est marquée par l'importance des territoires agricoles (67,7 % en 2018), en diminution par rapport à 1990 (75,4 %). La répartition détaillée en 2018 est la suivante : terres arables (29,6 %), prairies (20 %), zones agricoles hétérogènes (18,1 %), forêts (14,4 %), zones industrielles ou commerciales et réseaux de communication (9,4 %), zones urbanisées (8,4 %). L'évolution de l’occupation des sols de la commune et de ses infrastructures peut être observée sur les différentes représentations cartographiques du territoire : la carte de Cassini (XVIIIe siècle), la carte d'état-major (1820-1866) et les cartes ou photos aériennes de l'IGN pour la période actuelle (1950 à aujourd'hui).

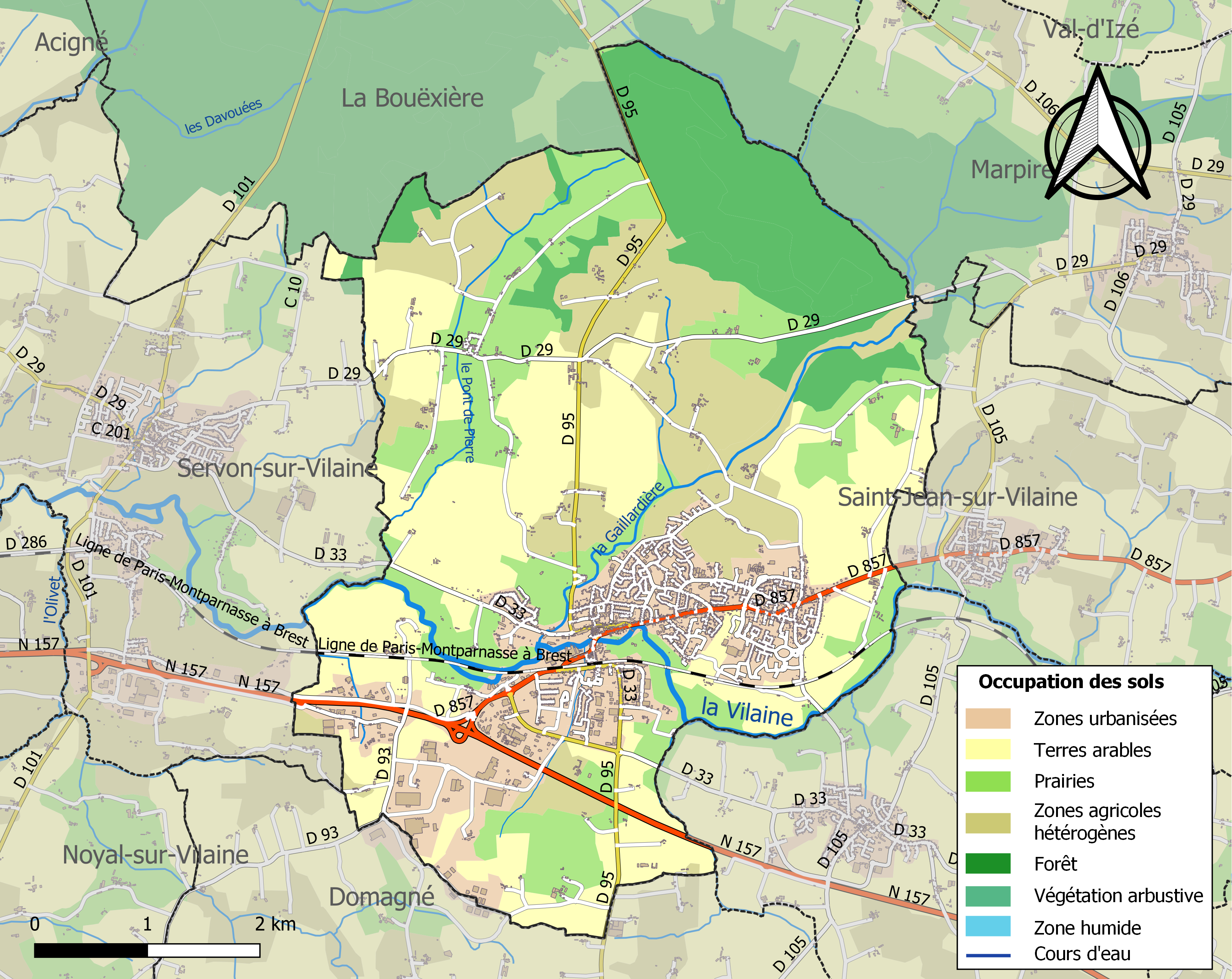
Carte des infrastructures et de l'occupation des sols de la commune en 2018 (CLC).

## Infrastructures et réseaux
Le territoire communal de Châteaubourg est traversé par différentes infrastructures :
- la route nationale 157 N 157 (anciennement RN 12 jusqu'en 1952[26]), désormais voie express, qui permet de relier Rennes à Paris, avec un échangeur au sud du bourg, qui a pu contribuer au développement démographique de la commune, ainsi qu'au développement économique, avec la création d'une zone d'activités industrielle ;
- la ligne SNCF Paris-Rennes et la gare inaugurée par Napoléon III en 1858.

- La ligne à haute tension de 90 000 volts entre Domloup et Saint-Laurent-de-Terregatte.

Un point de suivi de la qualité des eaux de la Vilaine est présent à Châteaubourg.

### Rocade
Un projet de rocade est en réflexion depuis de nombreuses années et un tracé de contournement par le nord du bourg fut voté en 2002, mais le conseil général d'Ille-et-Vilaine n'a jamais mis cette rocade dans son programme routier.
À l'issue des élections départementales de juin 2021, le président du conseil départemental d'Ille-et-Vilaine annonce l'arrêt du projet de rocade de Châteaubourg en même temps que celles de Vitré et de Fougères.

### Plate-forme de ferroutage
Un projet de plate-forme de ferroutage a été envisagé sur les communes de Châteaubourg, Domagné et Servon-sur-Vilaine. Ce projet de 250 hectares, pour un coût évalué à 12 millions d'euros, était notamment porté par le conseil régional de Bretagne, le conseil général d'Ille-et-Vilaine et Vitré Communauté. Il a rencontré de fortes oppositions de la société civile et, lors de consultations, il est ressorti que :
- Domagné et la communauté de communes du pays de Châteaugiron étaient favorables au projet ;
- Servon-sur-Vilaine et Châteaubourg y étaient opposées.

Aussi, en mars 2009, le syndicat d'étude a été dissous et le projet abandonné.

### Transport
Depuis le 1er avril 2014, Châteaubourg s'est dotée d'un réseau de transport en commun. Ces lignes sont desservies par les autocars Hervé.
Le réseau comporte six lignes, qui desservent différents quartiers de la commune ainsi que toutes les communes de l'ancien canton, pour être connectés à la gare de Châteaubourg en fonction des horaires de certains passages matins et soirs des TER Bretagne pour Rennes ou Vitré.

### Aménagements cyclables
La commune dispose d'aménagements cyclables. À l'enquête 2019 du baromètre des villes cyclables, les usagers faisaient état d'une cyclabilité « défavorable ».

## Toponymie
Attestée sous la forme Castelburg en 1084.
Le nom de Châteaubourg est composé de deux termes. D'abord, bourg viendrait du bas latin burgus, qui a le sens de groupe d'habitations ; puis château signifiant château fort. Mais le premier sens « bourg du château » (selon l'ordre germanique déterminant + déterminé) est le plus probable et non « château du bourg ».
Les habitants sont appelés Castelbourgeois et Castelbourgeoises.

## Histoire

### Préhistoire et Antiquité
La fouille du site de la Goultière a permis d'identifier une activité d'extraction d'argile, correspondant à un affleurement de dolérite, datant du VIe siècle ou du début du Ve siècle avant J.-C..
Le tracé de l'ancienne RN 157 (actuelle RD 857 en Ille-et-Vilaine), passant par Châteaubourg, correspond en gros au tracé de l'ancienne voie romaine allant de Vindunum (Le Mans) à Condate (Rennes).

### Moyen Âge
C'est au XIe siècle qu'est attestée l'existence d'une seigneurie et d'un prieuré bénédictin qui dépendait de l’abbaye Saint-Sauveur de Redon (en 1084, le prieur du prieuré Saint-Pierre de Castroburgii est Even, moine de Redon ; la même année, les seigneurs de Châteaubourg donnent la dîme de leurs moulins à Bili, abbé de Saint-Sauveur de Redon). Certains autres prieurs sont connus : Pierre Colson en 1541, Jean Vallays en 1595, Christophe de Cogles entre 1598 et 1608, Jean de Lespronnière (décédé en 1651), Jean de Lespronnière (neveu et homonyme du précédent, décédé en 1678), Charles de la Bélinaye, Henri-Charles Denyau (chanoine d'Angers, membre de la famille des seigneurs de Châteaubourg), Joseph Constantin (entre 1701 et 1708), François Ferron (bénédictin de la congrégation de Saint-Maur), Jean-Placide Ferron (bénédictin, entre 1730 et 1744), Maurice Vallier (bénédictin, entre 1744 et 1762 ; il résidait dans l'abbaye Saint-Sauveur de Villeloin), Urbain Lambert et, le dernier, Pascal Benoît (tous deux bénédictins et résidant à l'abbaye de la Trinité de Beaulieu). Jusqu'à la Révolution française, l'abbé de Redon jouit du privilège de présenter le recteur de la paroisse. L'abbé bénédictin de cette abbaye unit par la suite le prieuré de Montautour à celui de Châteaubourg, raison pour laquelle le prieur de Châteaubourg disposait aussi des bénéfices du prieuré de Montautour (au XVIIIe siècle, le prieur de Châteaubourg était grand décimateur de Montautour, ne laissant au recteur de Montautour qu'une portion congrue de 700 livres par an) et avait le droit de présenter à l'évêque le recteur de Montautour.
Un château féodal flanqué de plusieurs tours a existé et commandait le franchissement du fleuve Vilaine, mais il se trouvait déjà en ruine au XVe siècle. Les derniers restes de ce château ont été détruits au début du XXe siècle. L'emplacement de ce château fort se trouve au niveau de l'église Saint-Pierre, où d'anciennes fondations émergent encore dans certaines caves des maisons les plus anciennes du bourg primitif.
En 1341, lors de la guerre de Succession de Bretagne, les troupes anglaises du duc de Buckingham (qui défendait la cause du parti des Montfort) campent dans le secteur. À la suite de plusieurs mariages, la seigneurie a appartenu successivement aux Châteaubourg, puis aux Montbourcher (qui possédaient notamment les manoirs de Montmorel et des Cheneslières), aux Bouan et aux Denyau.

### Époque moderne
Le combat de Châteaubourg, un épisode des guerres de la Ligue, se déroula le 5 octobre 1591 « entre Saint-Jean-sur-Vilaine et Châteaubourg, peu avant ce dernier bourg (...). Il opposa 1700 royaux (partisans d'Henri IV, en partie des huguenots vitréens), dirigés par La Hunaudaye, et anglais, ceux-ci commandés par lord Howard, et 1200 ligueurs commandés par le chef même de la Ligue en Bretagne, le duc de Mercœur, assisté du marquis de Chaussin son frère et (...) [du] sieur d'Arradon ». Les royaux, battus, auraient perdu jusqu'à 1200 hommes, tués, blessés ou prisonniers, et les vainqueurs 300, dont le seigneur d'Avaugour, le jeune La Hunaudaye, le seigneur de Rosimont, gouverneur de Vitré, etc. « Les débris de la troupe vaincue s'enfuirent à la débandade jusqu'à Vitré ».
En 1639, Paul Bouan, seigneur de Châteaubourg et du Plessis-Pillet est indiqué comme étant « seigneur patron et fondateur de l'église et du presbytère de Dourdain ; il avait droit aux prières nominales après le seigneur de Sévigné ». Le 6 mai 1641, Gabrielle Bouan, dame de Châteaubourg, épouse Olivier de La Goublaye, seigneur de Lihernoët et du Charmois (en Hénansal).
Jean de l'Esperonnière, prieur de Châteaubourg, et son père aussi Jean de l'Esperonnière, seigneur de l'Esperonnière en Princé, n'ayant pu prouver leur noblesse, furent condamnés comme « usurpateurs de noblesse » le 4 février 1671 par un arrêt de la Chambre de réformation de la noblesse de Bretagne et condamnés à 400 livres d'amende.
En juillet 1677, Louis XIV érige les quatre seigneuries de Châteaubourg en comté, dont le premier comte fut Charles Denyau, conseiller au Parlement de Bretagne à partir de 1713, époux de Catherine Bouan, héritière de la seigneurie de Châteaubourg. Le comté appartient ensuite aux La Celle de Châteaubourg, seigneurs de la Sécardaye en Mézières-sur-Couesnon, en raison du mariage d'Anne Denyau (1673-1755), fille de Charles Denyau, avec François de La Celle (1685-1756). Leur fils, Paul de La Celle de Châteaubourg, qui se maria avec Bénigne de Chateaubriand (1761-1848, sœur de l'écrivain François-René de Chateaubriand) était comte de Châteaubourg lorsque survint la Révolution française. Un autre de leurs fils, Charles de La Celle de Châteaubourg, fut artiste-peintre, de même que le fils de ce dernier, Francisque de La Celle de Châteaubourg.

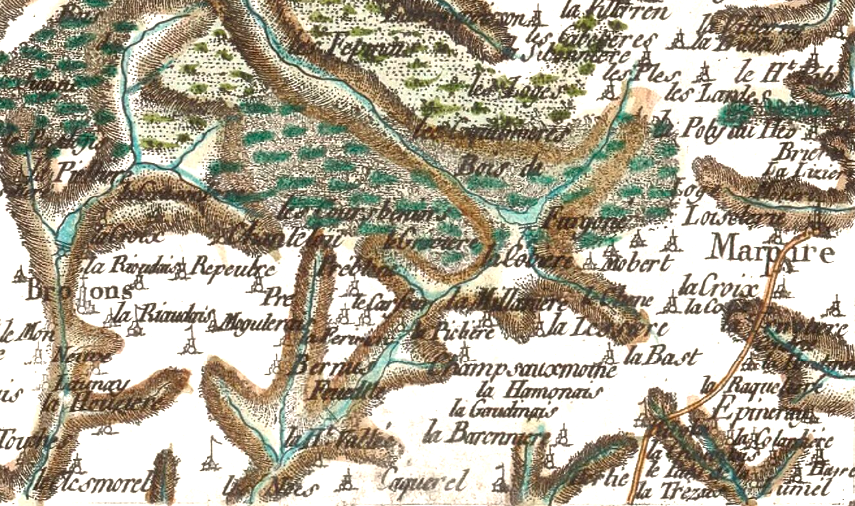
Carte de Cassini de la partie nord de la paroisse de Châteaubourg (1803).

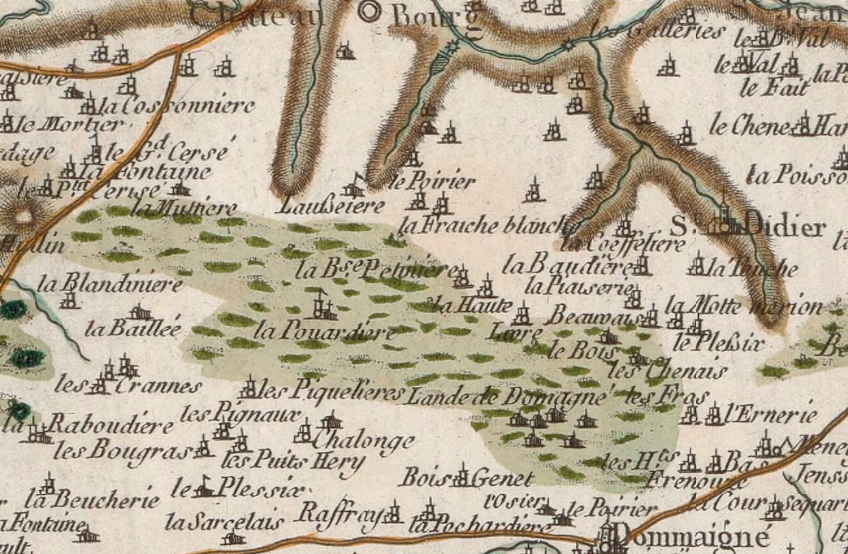
Carte de Cassini de la partie sud de la paroisse de Châteaubourg (1785).

Jean-Baptiste Ogée décrit ainsi Châteaubourg vers 1778 : 

« On y compte 1 000 communiants. (...) Son territoire, pays couvert, produit du froment, du seigle, du blé noir, de l'avoine, des fruits et du foin en grande quantité. On y voit des landes, beaucoup de hameaux et des maisons nobles [dont l'auteur fournit la liste] (...). La terre et seigneurie de Châteaubourg (...) a haute, moyenne et basse justice et appartient aujourd'hui à M. de Châteaubourg. »

En 1782, les généraux [assemblées paroissiales] de Saint-Jean-sur-Vilaine, Saint-Didier, Domagné, Châteaubourg, Broons, Servon et Brécé se plaignent : « la corvée des grands chemins [la route de Rennes à Paris] est un fardeau d'autant plus onéreux pour les habitants des campagnes qu'ils y sont les seuls assujettis, qu'ils sont forcés de se livrer à un travail qu'elle exige dans les tems [temps] de l'année les plus précieux pour eux ».
Peu avant la Révolution française, la famille Varin de La Brunelière, dont le membre le plus connu est Pierre-Vincent Varin de La Brunelière (député à l'Assemblée nationale, il fut guillotiné à Paris le 12 nivôse an II (12 décembre 1793), possédait les seigneuries de la Brunelière et de la Galmandière en Châteaubourg.

### Révolution française
Pendant la Révolution française, un canton est formé avec les communes de Saint-Jean, Broons et Marpiré.
Le 18 avril 1791, le prieuré de Châteaubourg est vendu comme bien national.
Le fort de Châteaubourg, pris par des brigands [en fait des chouans], est repris le 10 août 1793 par la garde nationale de Châteaubourg et celle du canton de Janzé, mais « les districts de Vitré, Fougères et La Guerche restent en grande partie gangrenés, (...) la chouannerie est la maladie (...) du pays, et quoiqu'il n'y ait pas de grands rassemblements, (...) là ù il y a un homme, il y a un Chouan de fait ou d'intention. Les patriotes y sont dans une excessive minorité » écrivent les représentants en mission Dubois-Crancé, Alquier et René François-Primaudière. Le 24 brumaire an II (14 novembre 1793), la division du général Muller campe à Saint-Melaine et sa réserve à Saint-Jean-sur-Vilaine ; elles font partie des troupes de l'Armée de l'Ouest, dirigées par le général Kléber.
Le général Vachot écrit le 3 juin 1794 au Comité de salut public de Segré : « J'ai exterminé et presque entièrement détruit les Chouans qui ravageaient les districts de Broons, Saint-Méen, Montfort, Châteaubourg, Vitré, La Guerche, etc. ».
En octobre 1795 une troupe de 18 chouans commandés par Joseph du Boishamon fut surprise dans une ferme de la commune d'Izé par des gardes territoriaux de Dourdain et La Bouëxière au nombre d'une cinquantaine ; les Chouans firent feu pour sortir de la ferme et tuèrent deux gardes territoriaux, ce qui provoqua la fuite des autres alors qu'ils étaient bien supérieurs en nombre ; « les contingents territoriaux fournis par les paroisses de Livré, Dourdain, La Bouëxière, Mecé, Châteaubourg étaient fort mauvais pour les combats en rase campagne, mais ils surprenaient quelques royalistes isolés, se livraient à de fréquents pillages et tenaient dans de perpétuelles inquiétudes la portion de l'arrondissement de Vitré dans laquelle s'exerçait le commandement de Henri du Boishamon ».
En septembre 1795, le chef chouan Henri du Boishamon, informé qu'une colonne républicaine forte de 300 hommes, qui avait couché à Châteaubourg, devait se rendre à Vitré, décida de l'attaquer, bien qu'il n'eût qu'à peine 250 soldats. Il tendit une embuscade aux troupes républicaines à Saint-Jean ; le combat fut longtemps indécis, mais les chouans parvinrent à adosser les républicains à la Vilaine et durent fuir jusqu'à Saint-Melaine et perdirent une quarantaine d'hommes.

### LeXIXesiècle

Le blason de la famille De Raguenel de Montmorel.

La famille De Raguenel de Montmorel habitait le manoir de Montmorel en Châteaubourg ; par exemple Achille Marie Pierre de Montmorel y est décédé le 7 février 1842 et son fils Achille Alexandre Marie de Raguenel de Montmorel, y est né le 13 mars 1836. Ils se considéraient comme apparentés à Tiphaine Raguenel, la première épouse de Bertrand Du Guesclin, mais selon Pol Potier de Courcy, cette prétention n'était pas justifiée et même leurs quartiers de noblesse n'avaient été reconnus qu'en 1819.

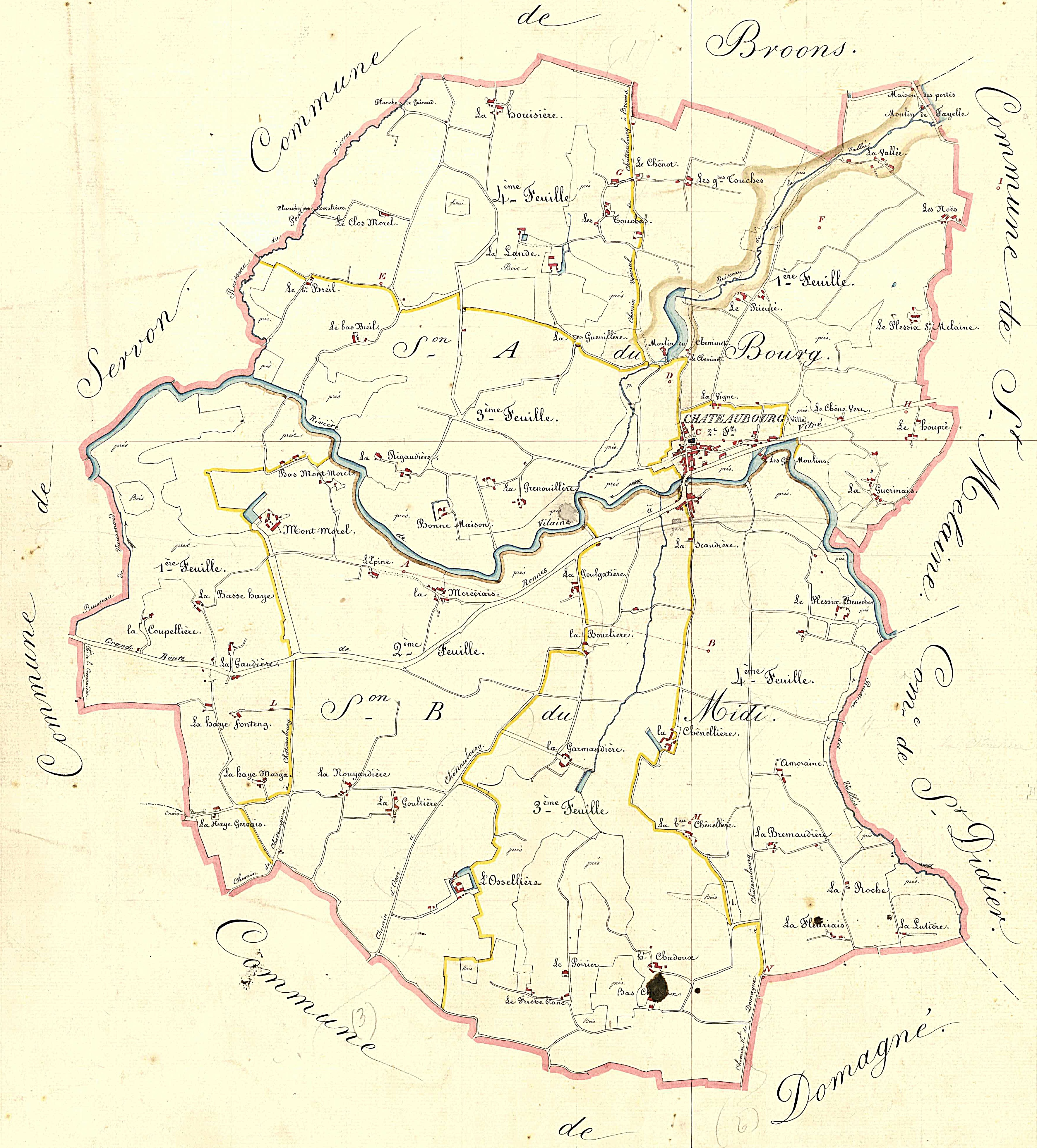
Plan cadastral de la commune de Châteaubourg en 1830 (tableau d'assemblage).

En mars 1820, des habitants du canton de Châteaubourg écrivent une Adresse au roi Louis XVIII, à la suite de l'assassinat du duc de Berry, dans laquelle ils montrent des sentiments profondément monarchistes : « (...) Ah! Sire, nous vous en conjurons, par des institutions fortement religieuses et monarchistes, faites rentrer dans le néant les restes abhorrés de cette faction impure et régicide cause de tous nos maux » (...) ». En mai 1832, lors de l'insurrection légitimiste de 1832, une révolte chouanne, soutenant les légitimistes, considérant Henri V comme roi légitime, contre la monarchie de Juillet (le roi Louis-Philippe étant considéré comme un usurpateur), nécessita la présence de détachements de troupes du 46e de ligne et de la Garde nationale à Châteaubourg, Saint-Jean-sur-Vilaine, Saint-Aubin-des-Landes, Pocé-les-Bois, etc. ; le 30 mai 1832, un combat oppose les chouans commandés par Alexandre Courson de la Villevalio et Jean-François Le Nepvou de Carfort d'une part, et les forces de l'ordre commandées par le général de Castres sur la lande de Touchenault, près de la ferme de la Gaudinière en Vergéal.
En 1843, Marteville et Varin, continuateurs d'Ogée décrivent Châteaubourg : « Brigade de gendarmerie à cheval, bureau de poste et relais. (...) Principaux villages : la Houisière, les Touches, le Plessix-Saint-Melaine, le Plessix-Beucher, les Chadoux, la Grenouillère, l'Oiselière, Montmorel, Bonne-Maison. Superficie totale : 1189 hectares (...) dont terres labourables 829 ha, prés et pâtures 191 ha, bois 37 ha, vergers et jardins 23 ha, landes et incultes 34 ha (...). Trois moulins (de Cheminet, de Fayelle, les Grands Moulins, à eau). (...) Cette commune est très commerçante. (...) Il a foires` le 18 avril, le lendemain du dimanche où l'on célèbre la Saint-Pierre et le jour suivant (...). Marché le jeudi. Géologie : schistes argileux ; ardoisières exploitées. (...) On parle le français [en fait le gallo] ».
En 1846, un rapport du Conseil général d'Ille-et-Vilaine indique que « la commune de Châteaubourg (...) a fait tous les sacrifices possibles pour édifier une maison d'école ».

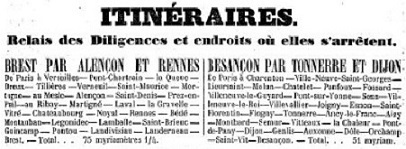
Les relais de poste pour la diligence allant de Paris à Brest (1845).

Depuis un temps immémorial, Châteaubourg possédait un relais de diligence sur l'itinéraire allant de Paris à Brest, qui était une route royale. C'était encore le cas vers 1845.
En décembre 1850 et janvier 1851, une épidémie de dysenterie survint dans la région de Châteaubourg, fait plusieurs morts, notamment à Servon où « on parle de 35 décès », principalement des enfants.
En 1856, Pierre Bellamy décrit en ces termes la vie agricole : « Depuis quelques années surtout, les cultivateurs du canton de Châteaubourg emploient des instruments perfectionnés ; ils font des plantes fourragères et s'occupent beaucoup de la production des espèces chevaline et bovine ; c'est à l'influence du Comice et de quelques propriétaires riches qu'il faut attribuer cette heureuse tendance ».
Le 1er mai 1858, la première voie de la ligne ferroviaire de Paris-Montparnasse à Brest est ouverte à l'exploitation entre Laval et Rennes ; la seconde voie est ouverte le 18 juin 1858, sauf entre Le Genest et Châteaubourg où elle n'ouvre qu'en mars 1859. En 1858, Napoléon III inaugure la gare de Châteaubourg. En 1878 ouvre le bureau télégraphique de Châteaubourg.
En 1867, le « Grand dictionnaire universel du XIXe siècle », de Pierre Larousse, indique pour Châteaubourg une population agglomérée de 498 habitants pour une population totale de 1 302 habitants, et signale « dans les environs, exploitation d'ardoises; minoterie. Commerce de toiles, blé, cidre ». L'activité toilière occupait à l'époque un nombre important de personnes dans la campagne environnant Châteaubourg.
Le journal Le Figaro du 22 avril 1868 raconte le bref arrêt à la station ferroviaire de Châteaubourg du Prince Impérial, de retour de vacances à Brest : « Les autorités civiles et militaires de Rennes et Vitré sont là sur le quai. Le maire du village s'approche du prince, tenant un enfant par la main. C'est le fils de pauvres gens du pays. Il est né le même jour que le Prince Impérial, et ses parents ont déjà reçu quelques secours. Le Prince le fait alors monter sans son wagon. L'enfant lui remet alors un nid de pinsons, posé sur une petite branche de pommier qu'il a cassée le matin. Le Prince rit beaucoup du présent qu'il accepte avec une bonne grâce extrême, et donne à l'enfant deux louis sur son argent de poche ».
Le 12 juillet 1878, le train express allant de Paris-Montparnasse à Saint-Malo dérailla au kilomètre 346 au lieu-dit « Les Lacs » (en Saint-Aubin-des-Landes) entre Vitré et Châteaubourg. L'accident fit 5 morts (le chauffeur et un conducteur du train, ainsi que trois voyageurs) et neuf blessés graves. L'enquête qui suivit montra que le train roulait beaucoup trop vite.
Pendant les derniers jours de la guerre de 1870, la circulation des trains fut extrêmement difficile entre Rennes et Vitré, « l'une des voies affectée au garage du matériel évacué se trouvait condamnée, par intervalles, sur trois sections de la ligne (...) ; de plus, sur une quatrième section, celle de Châteaubourg à Vitré, la voie descendante resta encombrée pendant quarante-huit heures, par douze trains dont les machines avaient dû jeter leurs feu ».
Une brigade de gendarmerie à cheval existait à Châteaubourg ; elle est transformée en brigade de gendarmerie à pied le 18 octobre 1886.
En 1893, la nouvelle église paroissiale Saint-Pierre est construite sur les fondations du château, dont les derniers vestiges disparaissent alors.
Le 21 janvier 1894, Prosper Rubin, qui était adjoint au maire de Châteaubourg, fut fait officier du Mérite agricole : il « a entrepris de nombreux travaux d'amélioration et applique très intelligemment la culture selon les données modernes ».

### LeXXesiècle

#### La Belle Époque

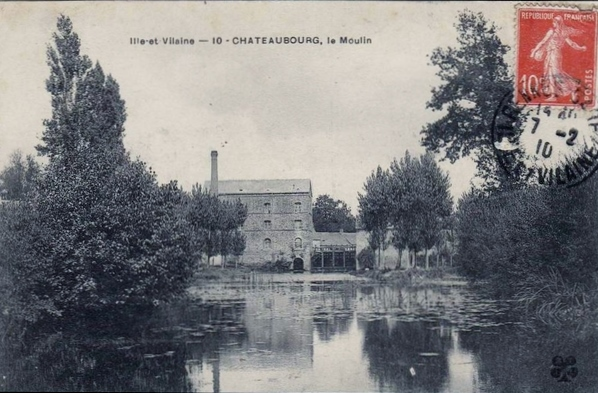
Le moulin de Châteaubourg avant 1920 (actuel hôtel Ar Milin)

En 1902, la ville est parmi les premières du département à pouvoir bénéficier de l’arrivée de l’électricité. Cela a été rendu possible grâce au minotier Jean-Pierre Texier qui a équipé un de ses moulins (dont le fameux « Ar Milin ») d’une turbine. Châteaubourg a été alimenté par ce procédé entre 1917 et 1928.
Le Journal officiel de la République française du 11 mars 1903 indique qu'une pétition signée par 222 habitants de la commune de Châteaubourg et protestant contre la Loi de 1901 a été remise par Louis Félix Ollivier, député des Côtes-du-Nord, sur le bureau de la Chambre des députés.

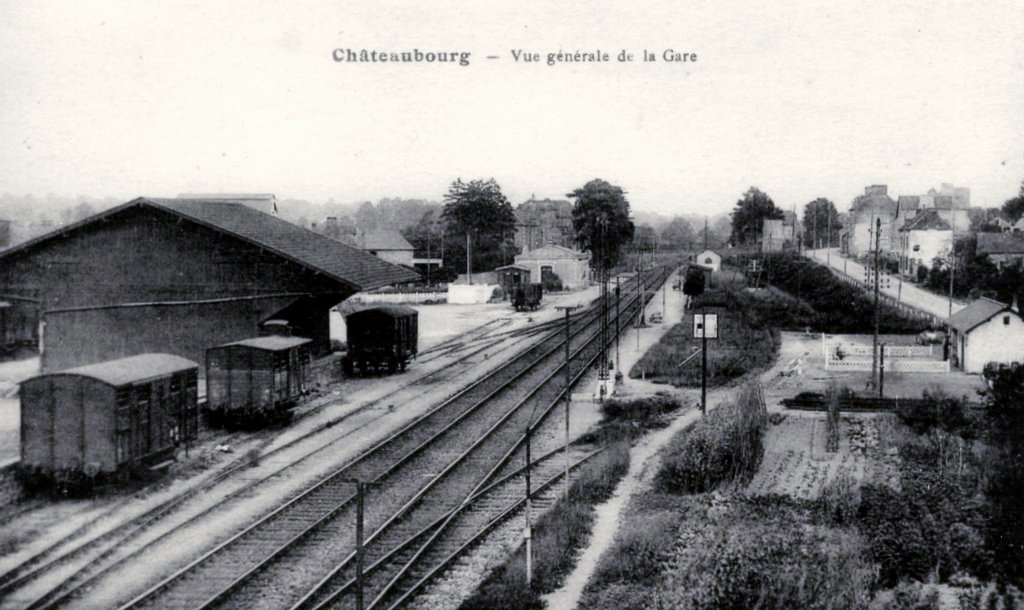
La gare de Châteaubourg avant 1920 (carte postale d'Edmond Mary-Rousselière)

Une grande fête populaire fut organisée à Châteaubourg le dimanche 18 août 1907 ; le journal Ouest-Éclair y consacre plusieurs articles : « de nombreux spectateurs accourus de tous les points du canton et même des arrondissements de Rennes et de Vitré. (...) Les habitants doivent être félicités (...) de la décoration de toutes les maisons qui, sans en excepter une seule, rivalisaient de beauté. L'éclairage des rues et monuments publics a fait l'admiration de tous (...)».
Le 4 octobre 1910, deux trains, l'un de voyageurs et l'autre de marchandises, entrèrent en collision en gare de Châteaubourg, provoquant le déraillement de la locomotive, du fourgon et de plusieurs wagons ; l'accident fit quelques blessés.
Le notaire de Châteaubourg, Pineau, fut arrêté, après s'être d'abord enfui, en août 1911 pour avoir détourné de l'argent.
Le groupe scolaire de l'école publique est construit en 1911. L'école publique fut dirigée par Charles Levindrey entre 1896 et environ 1925.
Le premier congrès eucharistique organisé dans le diocèse de Rennes se tint fin juin 1913 à Châteaubourg et dura trois jours. Plus de 800 enfants participèrent aux cérémonies organisées le vendredi. « L'église, superbement et artistiquement décorée était trop petite pour accueillir la foule des pieux fidèles accourus de tous les points du canton pour assister aux instructions si pieuses (...) des deux missionnaires. Pendant toute la journée du samedi, sept prêtres se tinrent en permanence au confessionnal, préparant les fidèles à la communion du lendemain ». Le dimanche, une messe chantée en plein air fut célébrée par Auguste Dubourg, archevêque de Rennes. « Mgr put constater avec joie combien intense étaient la vie religieuse et la vie eucharistique dans cet admirable canton de Châteaubourg ».

#### La Première Guerre mondiale
Le monument aux morts de Châteaubourg porte les noms de 64 soldats morts pour la France pendant la Première Guerre mondiale ; parmi eux, certains (par exemple Pierre Chedemail, Jean Martiniault; Pierre Thomas et Henri Darras, ce dernier lors de la bataille de Rossignol) sont morts sur le front belge dès 1914 ; Louis Hamel est mort en 1917 à Bitola en Macédoine dans le cadre de l'Expédition de Salonique ; la plupart des autres sont décédés sur le sol français dont Pierre de Raguenel de Montmorel, capitaine au 71e régiment d'infanterie, tué à l'ennemi le 29 août 1914 au Sourd (Aisne), et son neveu Jean de Raguenel de Montmorel, sergent au 22e régiment d'infanterie, tué à l'ennemi le 25 septembre 1915 à Tahure (Marne), tous deux décorés de la Croix de Guerre, l'oncle ayant aussi reçu la Légion d'honneur et le neveu la Médaille militaire. François Debroise, soldat au 410e régiment d'infanterie, a eu la malchance d'être tué juste à la fin de la guerre le 1er novembre 1918 à Saint-Fergeux (Ardennes).
Certains soldats ont disparu pendant la guerre, leur corps n'ayant jamais été retrouvé : ce fut le cas par exemple d'Henri Darras, déjà cité, disparu à Rossignol le 22 août 1914, et de Joseph Marie Grelet (prénommé à tort Jean Marie sur le document), soldat au 130e régiment d'infanterie, disparu le 10 août 1914 à Mangiennes (Meuse) pour lesquels le ministre de la guerre présente en 1920 une requête auprès du procureur de la République de Vitré afin de prononcer leur déclaration de décès.
Des familles réfugiées à Châteaubourg pendant la Première Guerre mondiale repartirent le 9 janvier 1919.

#### L'Entre-deux-guerres

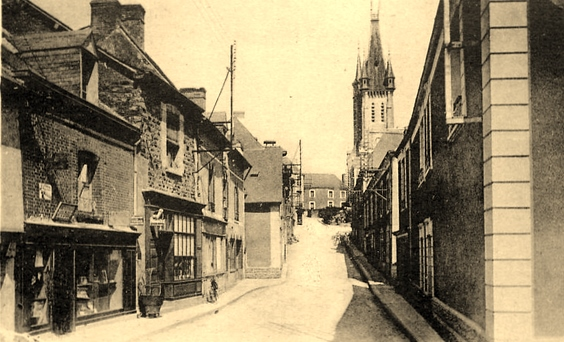
Châteaubourg : la Grand-Rue avant 1920 (actuelle rue du maréchal Leclerc)

Les « Sœurs du Cœur Immaculé de Marie » exerçaient une activité de bienfaisance à Châteaubourg depuis 1879 et continuaient pendant l'Entre-deux-guerres.
En 1924, le maire de Châteaubourg prit un arrêté limitant à 12 km/h la vitesse des automobiles dans la traversée de l'agglomération de Châteaubourg. Le négociant en grains Sourdin fut, dès avant 1915, l'un des premiers castelbourgeois à posséder une automobile.
En 1927, le syndicat intercommunal d'électricité de Châteaubourg, présidé par Porteu de la Morandière (de Louvigné-de-Bais) met en adjudication la construction d'un réseau d'énergie électrique concernant la fourniture d'électricité aux communes du canton.
Une « société de musique », L'Indépendante de Châteaubourg animait les fêtes locales de Châteaubourg et des environs ; le patronage catholique créa une « société de gymnastique », L'Étoile sportive castelbourgeoise, un club de football, la Jeunesse sportive de Châteaubourg et le cinéma Saint-Pierre, qui ouvrit ses portes pour la première fois le 26 février 1938.
Le 18 novembre 1934, pour la troisième fois, les Camelots du Roi organisèrent une réunion de propagande politique en faveur des idées monarchistes à Châteaubourg ; elle fut suivie par une assez nombreuse assistance.
La maison de retraite Saint-Joseph, dénommée en 1899 « communauté Saint-Joseph de Cluny », mais elle existait déjà en 1867 (l'abbé Rouillot en était l'aumônier cette année-là), qui possédait sa propre chapelle (la chapelle Saint-Joseph), accueillit de nombreux prêtres âgés du diocèse de Rennes jusqu'à leur décès entre les deux guerres mondiales, et encore pendant la Seconde Guerre mondiale. Il existait aussi une maison de retraite Sainte-Marie, dénommée encore « hospice » en 1929, qui accueillait les personnes âgées et possédait elle aussi sa propre chapelle ; par exemple en 1937, la commune de Châteaubourg enregistre 26 naissances et 46 décès, mais 21 d'entre eux concernent des pensionnaires de la maison de retraite Sainte-Marie qui n'étaient pas d'origine castelbourgeoise.
Le 31 juillet 1938 fut bénit le nouvel hôtel de ville, ainsi que le local de justice de paix attenant par l'abbé Feyel, curé de Châteaubourg, et trois beaux crucifix placés dans cette pièce, ainsi que dans la salle des délibérations du conseil municipal et le bureau du secrétaire de mairie, en dépit de la loi de séparation des Églises et de l'État. L'inauguration officielle du bâtiment par les autorités civiles eut lieu le lendemain. « Mr le Préfet d'Ille-et-Vilaine félicita la municipalité pour le bon goût qui présida à la construction de l'édifice qui forme, dit-il, un cadre admirable avec l'église ».

#### La Seconde Guerre mondiale
Le monument aux morts de Châteaubourg porte les noms de onze personnes mortes pour la France pendant la Seconde Guerre mondiale ; parmi elles Jean Hervé, matelot à bord du cuirassé Bretagne est décédé lors de la bataille de Mers el-Kébir le 3 juillet 1940 ; Pierre Bordage, soldat du 270e régiment d'infanterie est mort en Belgique près de Furnes le 30 mai 1940 ; Aristide Pirot, soldat du 241e régiment d'infanterie, est mort à Zuydcoote (Nord) lors de la Bataille de France le 3 juin 1940 ; Auguste Gardan, soldat du 24e régiment mixte colonial, est mort le 9 octobre 1940 à Tripoli (Liban) ; Pierre Taillebois, membre du régiment de tirailleurs sénégalais du Tchad est décédé à Koufra (Libye). Louis Bretier, requis pour le Service du travail obligatoire, passa dans la Résistance, intégrant un maquis en Vendée ; arrêté sur dénonciation lors d'une visite à sa mère à Châteaubourg ; il est décédé à Bitterfeld (Allemagne) où il avait été expédié de force dans le cadre du STO.
Ernest Hervé, né le 8 juillet 1922 à Châteaubourg, fut résistant FTPF, participant à des sabotages dans la région rennaise et fut arrêté temporairement ; libéré, il rejoignit le maquis de Plouasne où il participa à la réception de parachutages dans la forêt de Boquen.
Dans la nuit du 6 au 7 août 1943, un sabotage de la voie ferrée Paris-Brest eut lieu à Châteaubourg.
Par ordonnance du 8 février 1945 du tribunal civil de Vitré, les biens mobiliers et immobiliers de Raymond Sourdin, négociant à Châteaubourg, furent placés sous séquestre.

#### L'après Seconde Guerre mondiale

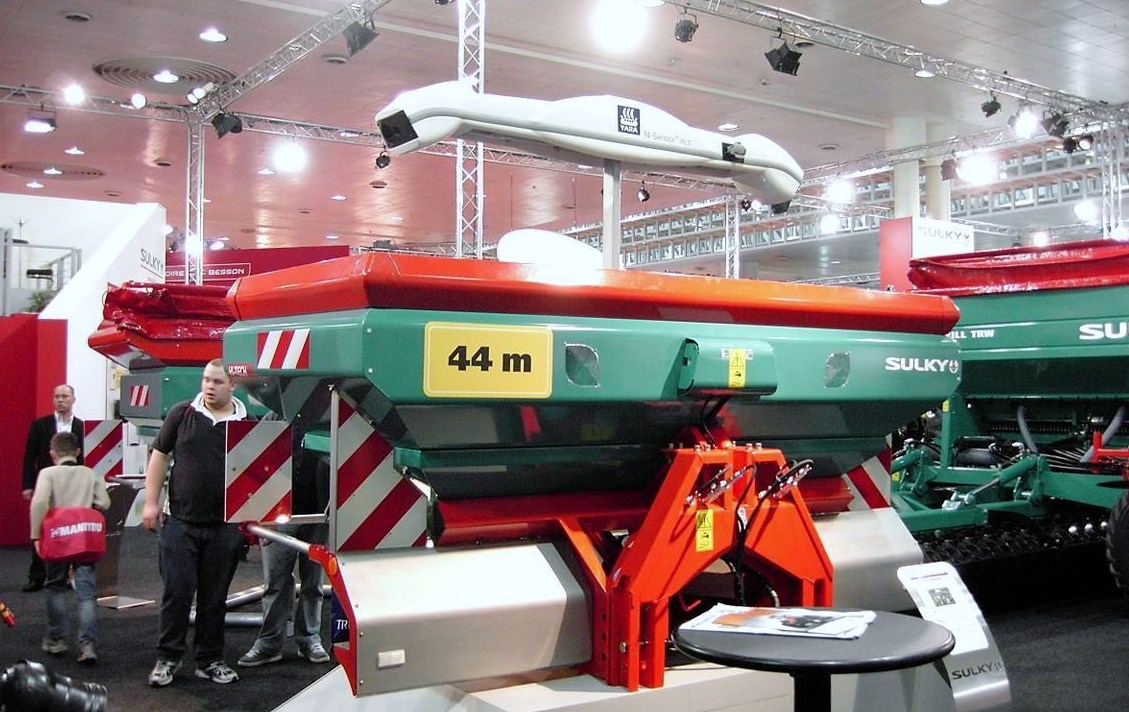
Fertiliseur Sulky (usine Burel).

La situation géographique privilégiée de Châteaubourg, située à mi-chemin entre Vitré et Rennes et sur l’axe routier et ferroviaire Paris-Brest, lui a permis d’étoffer son tissu économique. La Distillerie Bretonne, filiale depuis du groupe Lactalis, s’y est développée depuis 1920 et elle s’est associée à une entreprise de transformation de pommes ainsi qu’à une laiterie. En 1945, l’entreprise Burel, spécialisée dans la fabrication de matériel agricole, s’est développée pour devenir Sulky, fabricant de semoirs agricoles.
Le 1er avril 1973, Broons-sur-Vilaine et Saint-Melaine fusionnent avec Châteaubourg et deviennent des communes associées. La fusion devient totale en janvier 2014.
En 1975, l'arrivée de la voie express au sud de Châteaubourg a pour conséquence un développement rapide de la commune avec l’arrivée de nombreuses industries (Sojasun, Tendriade) et d’entreprises artisanales.

## Héraldique
| Blason de Châteaubourg | D'azur au chevron d'or chargé de trois annelets de gueules, accompagné en chef à dextre d'une tête de lion arrachée d'or lampassée et dentée de gueules, en chef à senestre d'une tête de loup arrachée aussi d'or, en pointe d'un château du même ouvert du champ |

## Politique et administration

### Rattachements administratifs et électoraux

#### Circonscriptions de rattachement
Châteaubourg appartient à l'arrondissement de Fougères-Vitré et au canton de Châteaugiron depuis le redécoupage cantonal de 2014. Avant cette date, la commune était le chef-lieu du canton de Châteaubourg.
En ce qui concerne l'élection des députés, la commune fait partie de la cinquième circonscription d'Ille-et-Vilaine, représentée depuis juin 2017 par Christine Le Nabour (RE-EPR). Auparavant, elle a successivement appartenu à la circonscription de Fougères-Vitré (Second Empire), la circonscription de Vitré (IIIe République) et la 3e circonscription (1958-1986).

#### Intercommunalité
Depuis le 1er janvier 2002, date de sa création, la commune appartient à la communauté d'agglomération Vitré Communauté et en est la deuxième ville la plus importante démographiquement. Cette intercommunalité est créée en février 1992 par la fusion des communautés de communes du Bocage vitréen et du Pays de Châteaubourg, à laquelle était rattachée la commune et dont elle était le siège. Cette dernière avait elle-même succédé au SIVOM du canton de Châteaubourg fondé en 1970.
Châteaubourg fait aussi partie du Pays de Vitré.
| Élections                  | Élections                     | Circonscription électorale | Élu de la circonscription       | Élu de la circonscription | Élu de la circonscription | Élu de la circonscription |
| Niveau                     | Type                          | Circonscription électorale | Titre                           | Nom                       | Début de mandat           | Fin de mandat             |
| -------------------------- | ----------------------------- | -------------------------- | ------------------------------- | ------------------------- | ------------------------- | ------------------------- |
| Commune / Intercommunalité | Municipales et communautaires | Châteaubourg               | Maire                           | Teddy Régnier             | 2020                      | 2026                      |
| Commune / Intercommunalité | Municipales et communautaires | Vitré Communauté           | Président de l'intercommunalité | Teddy Régnier             | 2024                      | 2026                      |
| Département                | Départementales               | Canton de Châteaugiron     | Conseillère départementale      | Schirel Lemonne           | 2021                      | 2028                      |
| Département                | Départementales               | Canton de Châteaugiron     | Conseiller départemental        | Stéphane Lenfant          | 2021                      | 2028                      |
| Région                     | Régionales                    | Région Bretagne            | Président du conseil régional   | Loïg Chesnais-Girard      | 2021                      | 2028                      |
| Pays                       | Législatives                  | Cinquième circonscription  | Députée                         | Christine Le Nabour       | 2024                      | 2027                      |

#### Institutions judiciaires
Sur le plan des institutions judiciaires, la commune relève du tribunal judiciaire (qui a remplacé le tribunal d'instance et le tribunal de grande instance le 1er janvier 2020), du tribunal pour enfants, du conseil de prud'hommes, du tribunal de commerce, de la cour d'appel et du tribunal administratif de Rennes et de la cour administrative d'appel de Nantes.

### Administration municipale
Le nombre d'habitants au dernier recensement étant compris entre 5 000 et 9 999, le nombre de membres du conseil municipal est de 29.

### Jumelages
| Ville | Ville     | Pays | Pays      | Période               |
| ----- | --------- | ---- | --------- | --------------------- |
|       | Iffeldorf |      | Allemagne | depuis le 20 mai 1982 |

Depuis le 20 mai 1982, la ville de Châteaubourg est jumelée avec Iffeldorf, petite commune du sud de la Bavière située entre Munich et Garmisch-Partenkirchen et comptant près de 2 800 habitants. La charte de jumelage a été cosignée par les maires Paul Lemoine et Albert Strauß.
Un tilleul a été planté dans le parc Bel-Air pour symboliser l'amitié entre les deux cités.

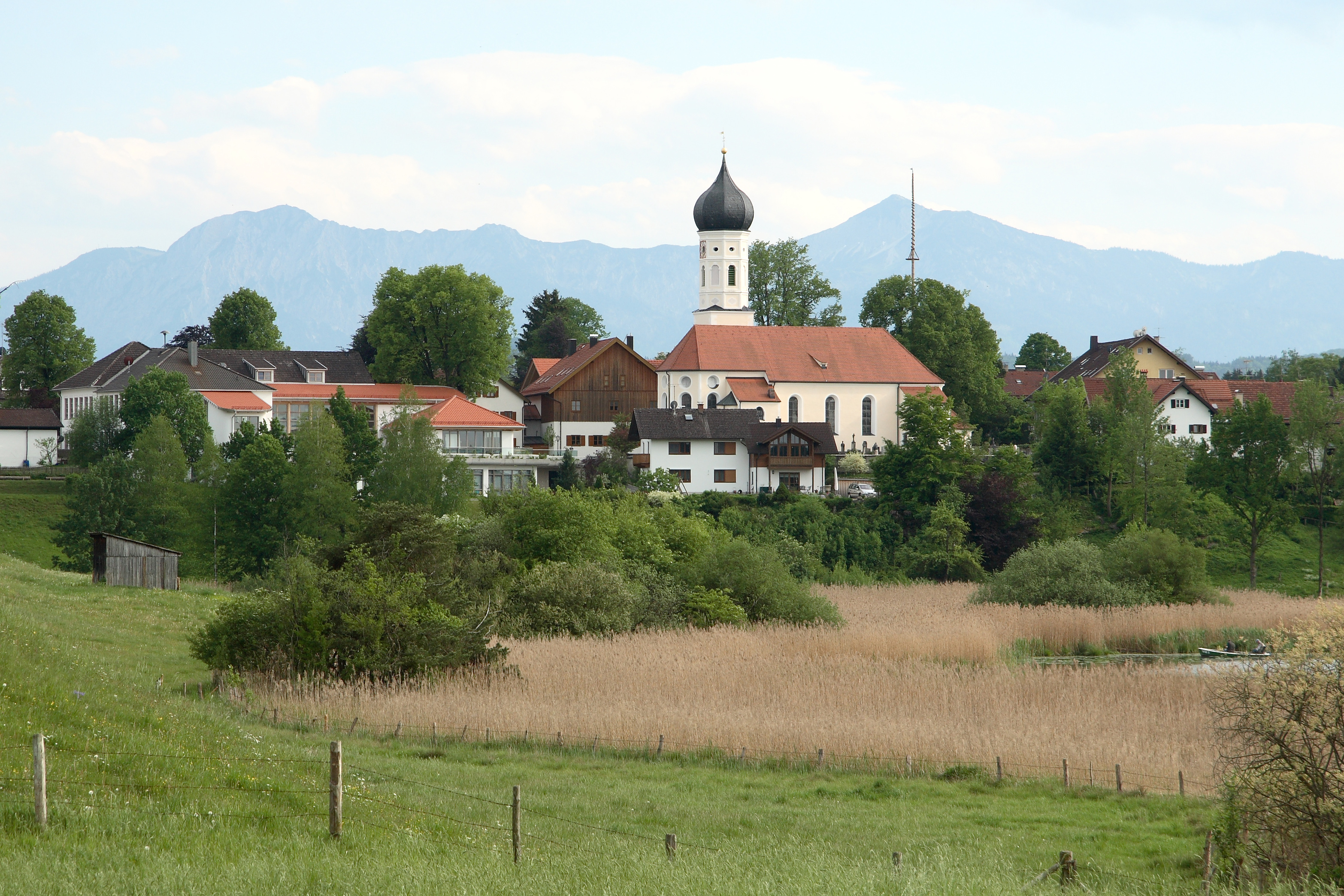
Vue sur Iffeldorf.
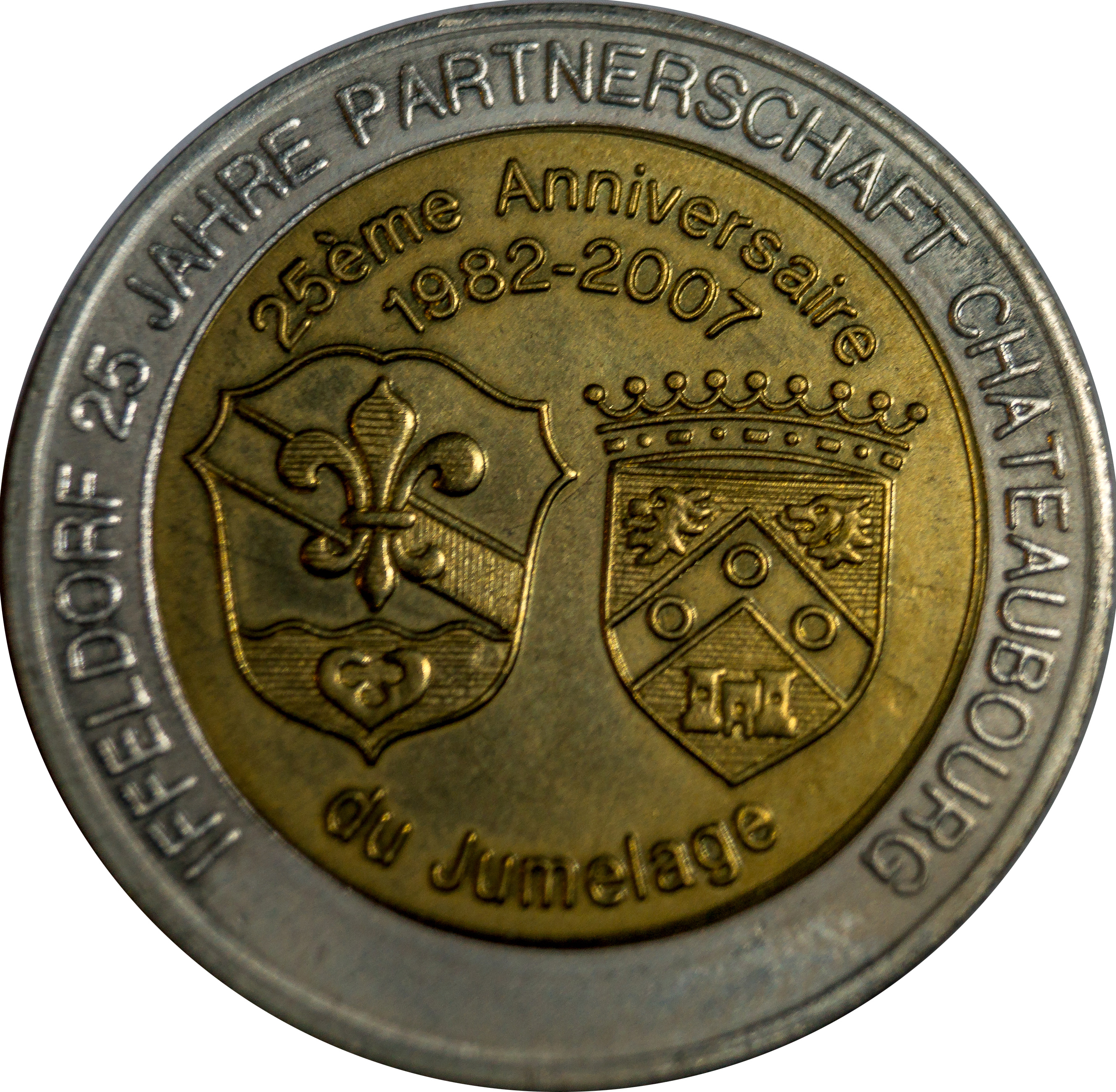
Médaille commémorant les 25 ans du jumelage.

## Démographie
L'évolution du nombre d'habitants est connue à travers les recensements de la population effectués dans la commune depuis 1793. Pour les communes de moins de 10 000 habitants, une enquête de recensement portant sur toute la population est réalisée tous les cinq ans, les populations de référence des années intermédiaires étant quant à elles estimées par interpolation ou extrapolation. Pour la commune, le premier recensement exhaustif entrant dans le cadre du nouveau dispositif a été réalisé en 2007.
En 2022, la commune comptait 7 523 habitants, en évolution de +7,61 % par rapport à 2016 (Ille-et-Vilaine : +5,46 %, France hors Mayotte : +2,11 %).
| 1793  | 1800  | 1806  | 1821  | 1831  | 1836  | 1841  | 1846  | 1851  |
| ----- | ----- | ----- | ----- | ----- | ----- | ----- | ----- | ----- |
| 1 161 | 1 242 | 1 162 | 1 300 | 1 296 | 1 319 | 1 321 | 1 395 | 1 410 |

| 1856  | 1861  | 1866  | 1872  | 1876  | 1881  | 1886  | 1891  | 1896  |
| ----- | ----- | ----- | ----- | ----- | ----- | ----- | ----- | ----- |
| 1 424 | 1 298 | 1 302 | 1 247 | 1 277 | 1 318 | 1 290 | 1 322 | 1 281 |

| 1901  | 1906  | 1911  | 1921  | 1926  | 1931  | 1936  | 1946  | 1954  |
| ----- | ----- | ----- | ----- | ----- | ----- | ----- | ----- | ----- |
| 1 230 | 1 321 | 1 308 | 1 203 | 1 218 | 1 246 | 1 200 | 1 395 | 1 396 |

| 1962  | 1968  | 1975  | 1982  | 1990  | 1999  | 2006  | 2007  | 2012  |
| ----- | ----- | ----- | ----- | ----- | ----- | ----- | ----- | ----- |
| 1 613 | 1 880 | 2 937 | 3 526 | 4 056 | 4 877 | 5 535 | 5 629 | 6 310 |

| 2017  | 2022  | - | - | - | - | - | - | - |
| ----- | ----- | - | - | - | - | - | - | - |
| 7 064 | 7 523 | - | - | - | - | - | - | - |

La lecture de l'évolution de la population castelbourgeoise est perturbée par l'absorption des communes voisines de Broons-sur-Vilaine et Saint-Melaine à partir de 1973. Avant cette date, l'on constate une stagnation assez remarquable de la population pendant un siècle et demi entre 1793 et la Seconde Guerre mondiale, la commune ayant pratiquement le même niveau de population en 1793 et en 1936 ; par contre l'après Seconde Guerre mondiale voit la population commencer à croître, d'abord modérément (la commune gagne 196 habitants en dix-huit ans entre 1936 et 1954), puis plus rapidement (la commune gagne 484 habitants en quatorze ans entre 1954 et 1968).
Depuis la fusion communale intervenue, la croissance démographique est de plus en plus rapide (+ 1 119 habitants en quinze ans entre 1975 et 1990, + 1 573 habitants en dix-sept ans entre 1990 et 2007, + 884 habitants en six ans entre 2007 et 2013, soit des moyennes annuelles de respectivement + 74 habitants/an, + 92 habitants/an et + 147 habitants/an pendant ces trois intervalles intercensitaires).
Si l'on additionne la population des trois communes, constituant actuellement Châteaubourg, l'on constate que la population de cet ensemble communal est passée de 1 961 habitants en 1793 à 2 319 en 1851, 1 969 habitants en 1901, 2 110 habitants en 1946, 2 634 habitants en 1968, les chiffres des recensements ultérieurs étant fournis par le tableau démographique ci-dessus, ce qui permet de calculer que la population des trois communes fusionnées a globalement été multipliée par 3,32 entre 1793 et 2013. Jusqu'au milieu du XXe siècle, la commune de Châteaubourg n'était qu'une petite bourgade agglomérée autour de son église et de sa gare. À partir de 1975, sa population a fortement augmenté grâce à l'annexion de Saint-Melaine et de Broons-sur-Vilaine ainsi qu'avec la croissance démographique de la commune.
Aujourd'hui, Châteaubourg est devenu un pôle secondaire dans la communauté d'agglomération de Vitré Communauté. Son économie très dynamique (le taux de chômage, 63 % de la population active en 2013, est nettement inférieur à la moyenne nationale) en raison aussi de sa proximité avec la métropole rennaise, a eu pour conséquence un accroissement rapide de la population ces dernières années (à un rythme moyen de + 2,0 % l'an entre 1982 et 2013, ce rythme moyen annuel ayant même atteint + 2,6 % l'an entre 1975 et 1982), à la fois grâce à un excédent naturel positif (oscillant entre + 0,6 %  et + 1,1 % l'an selon les intervalles intercensitaires depuis 1968) et à une immigration nette (oscillant entre + 0,5 % et + 1,8 % l'an selon les intervalles intercensitaires depuis 1968). Entre 2008 et 2013, le taux de natalité était de 15,9 pour mille et le taux de mortalité de 6,6 pour mille, soit un taux d'accroissement naturel, très élevé, de + 9,3 pour mille en raison d'une structure de la population très jeune (23,3 % de 0 à 14 ans alors que les 65 ans et plus ne représentent que 12,1 % de la population totale, mais la tranche d'âge la plus représentée est celle des 30 à 44 ans qui forment en 2013 23,9 % de la population totale, or il s'agit de celle qui est la plus susceptible d'avoir des enfants). En 2015, par exemple, la commune a enregistré 101 naissances et 49 décès.
Le parc immobilier est constitué presque uniquement de résidences principales (0,6 % seulement de résidences secondaires en 2013), principalement des maisons individuelles (71,5 % du total des logements en 2013) ; l'habitat est pour l'essentiel récent (21,2 % des logements seulement sont antérieurs à 1970, alors que 30,8 % ont été construits entre 1971 et 1990, 31,9 % entre 1991 et 2005 et 16,1 % entre 2006 et 2010).

## Économie
L'économie castelbourgeoise est dynamique : en 2011, la commune offre 4 000 emplois (dont 1 600 emplois industriels) pour une population de 5 900 habitants.
- L'entreprise Sulky-burel est une PME familiale de fabrication de matériel agricole destiné à la fertilisation et à l’ensemencement des sols ; l'entreprise est implantée à Châteaubourg depuis 1945 (elle a été fondée en 1936 à Domagné par Fabien Burel) et a été longtemps dirigée par Jacques Burel, fils du fondateur[148]. Elle compte 175 salariés en 2011.
- L'usine Sojasun (113 salariés fin 2010).
- L'usine de boissons non alcoolisées Besnier[149].
- Les abattoirs Tendriade-Collet (qui appartiennent désormais à Vandrie Group) emploient six cents salariés à Châteaubourg en 2011.
- Les Vergers de Châteaubourg (160 salariés en 2011), filiale du groupe Lactalis.
- Fromagerie Fromapac, découpe et emballage de fromages.

## Équipements et services publics
- Maison pour tous (MSAP) labellisée « France services »
- Centre départemental d'action sociale (CDAS)
- Hôtel d'entreprises de Vitré Communauté, Parc d'activités de la Gaultière

### Enseignement et petite enfance
- Quatre écoles maternelles et primaires : Charles-de-Gaulle (publique), Le Plessis (publique), Saint-Joseph (privée), Saint-Melaine (privée)
  - 59 élèves étaient scolarisés dans la filière bilingue de l'école Saint-Joseph[150]
- Deux collèges : Pierre-Olivier-Malherbe (public, 701 élèves[151]), Saint-Joseph (privé, 528 élèves[152])
- Un ITEP (institut thérapeutique, éducatif et pédagogique) : Les Rochers
- Deux crèches : 1, 2, 3 soleil - Babilou, Rigolo Comme La Vie
- Trois micro-crèches : Vivamini, Ker Doudou, La Cabane d’Achille et Camille
- Accueil de loisirs « Plume »
- Maison de l'Enfance
- Espace Jeunes

### Santé, services d'urgence et sécurité
- Centre d'incendie et de secours
- Brigade de gendarmerie
- Police municipale

### Équipements culturels et sportifs
- Médiathèque Les Curiosités, ouverte au public en septembre 2023
- Cinéma L'Étoile, classé Art et Essai (221 places)
- Centre des Arts
- Centre aquatique Ker Aqua[153]
- Complexe sportif du Prieuré
- Complexe sportif du Sillon
- Stade Théo Bottier
- Stade du Sillon
- Skate park
- Halle de pétanque

## Culture locale et patrimoine

### Monuments historiques
La commune abrite deux monuments historiques :
- Église Saint-Pierre (1893), construite par Arthur Regnault et inscrite au titre des monuments historiques par arrêté préfectoral du 8 février 2018[154]. L'ancienne église prieurale de bénédictins dépendait de l'abbaye Saint-Sauveur de Redon. L'église actuelle est de style néogothique pour sa partie extérieure et de style néobyzantin à l'intérieur, sauf son chœur, lui aussi néogothique. Son clocher fait penser à une tour de château[155]. L'église possède un bras-reliquaire de l´orfèvre rennais Pierre Turot datant de 1617[156].

- la croix de cimetière de Broons-sur-Vilaine, datant du XVIe siècle, inscrite par arrêté du 25 février 1946[157].

### Autres édifices
- Église Saint-Melaine (XVIIe siècle),
- Calvaire à Saint-Melaine (XXe siècle),
- Église Saint-Martin (1843),
- Ancien moulin Ar Milin (XVIIe – XXe siècle) au 30, rue de Paris,
- Manoir des Chesnelières (XVe – XVIIe siècle),
- Manoir de Montmorel, qui appartint au XVe siècle à la famille de Montbourcher[43],
- Ancien Prieuré (avant le XVIe-XVIIe – XXe siècle),
- Chêne-liège (arbre méditerranéen vieux de 150 ans, unique en Ille-et-Vilaine) à Montmorel,
- Chapelle Sainte-Anne.

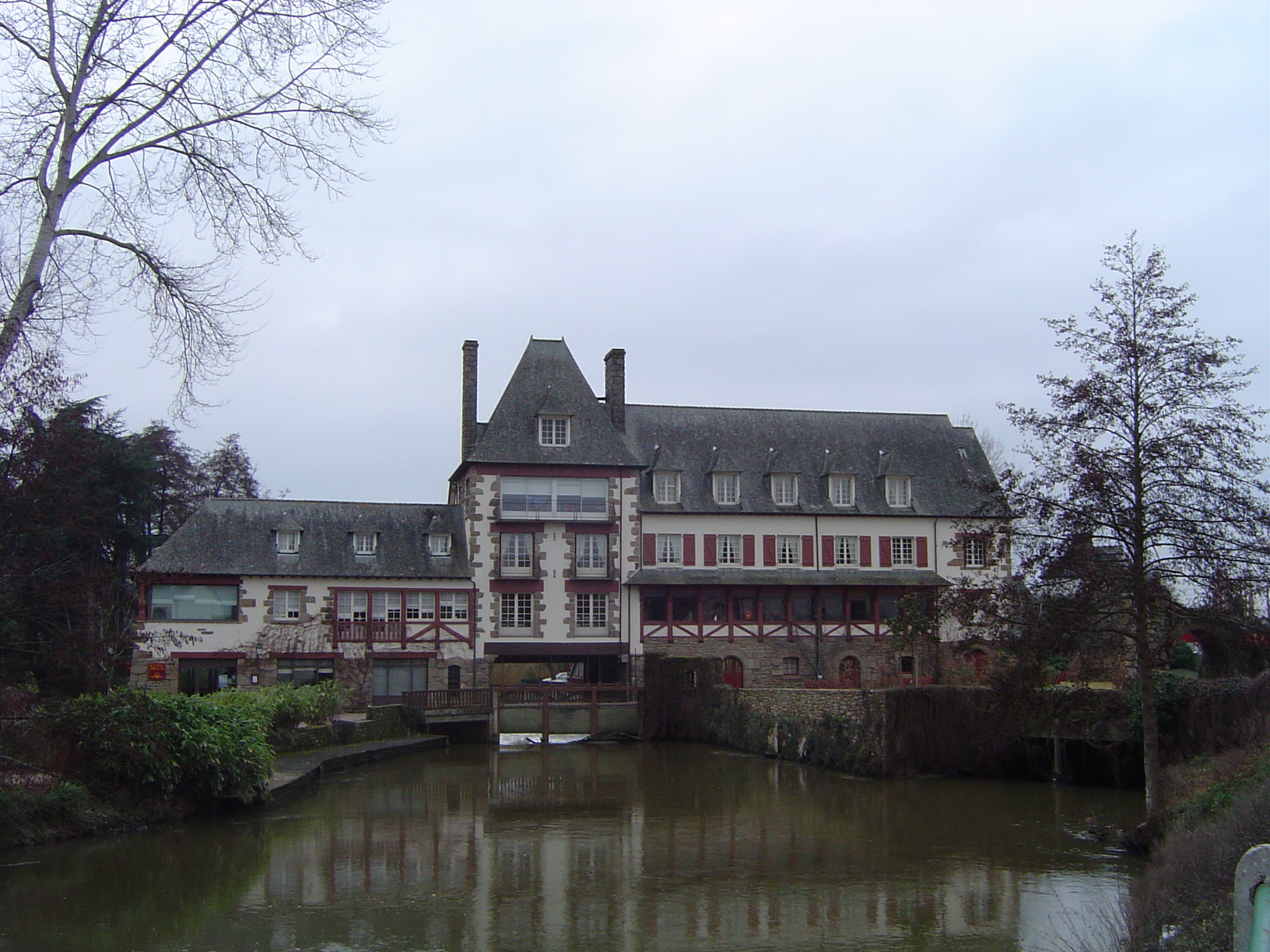
Ancien moulin devenu l'hôtel-restaurant Ar Milin, enjambant la Vilaine.
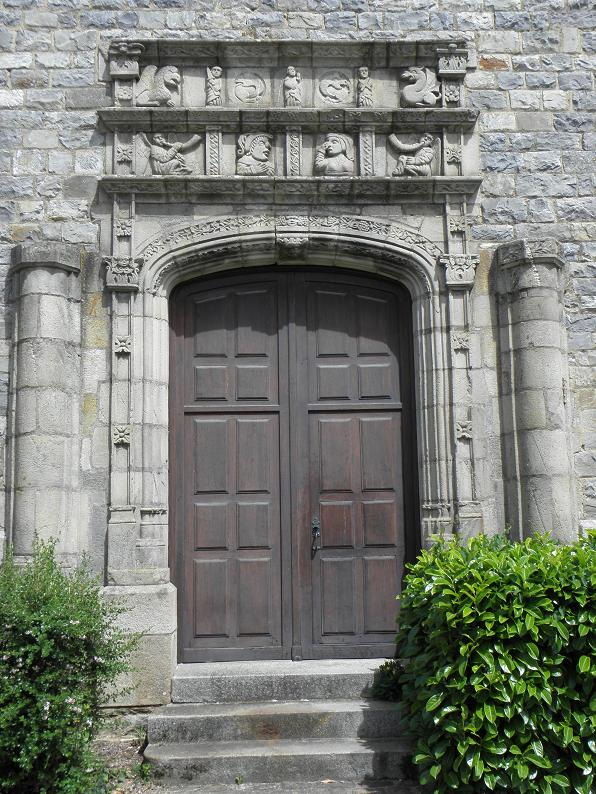
L'église paroissiale Saint-Pierre : vue extérieure, le portail de style Renaissance.
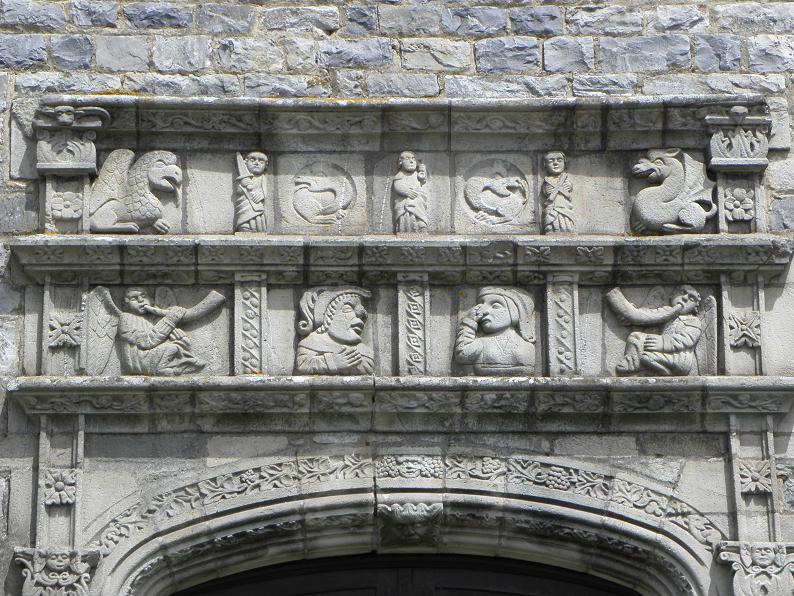
L'église paroissiale Saint-Pierre : vue extérieure, le linteau du portail de style Renaissance.
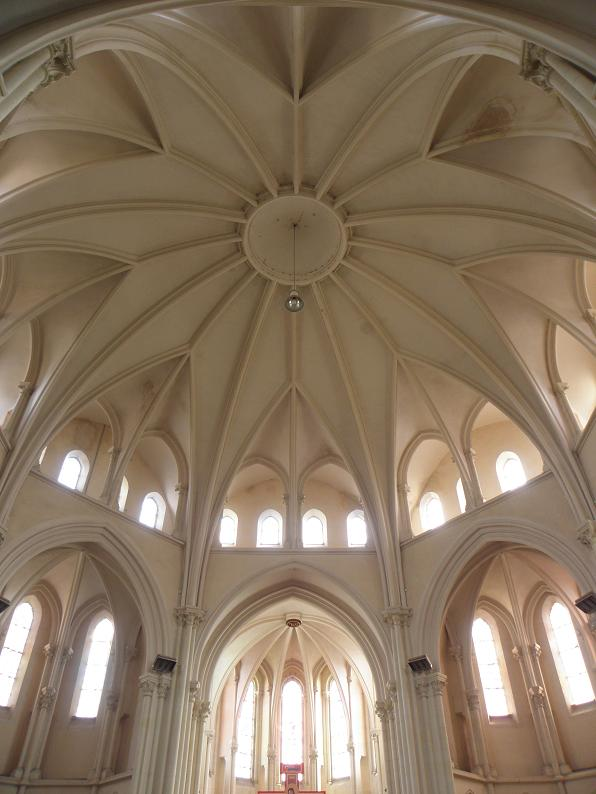
L'église paroissiale Saint-Pierre : vue intérieure, les voûtes.
L’ancienne mairie de Châteaubourg.
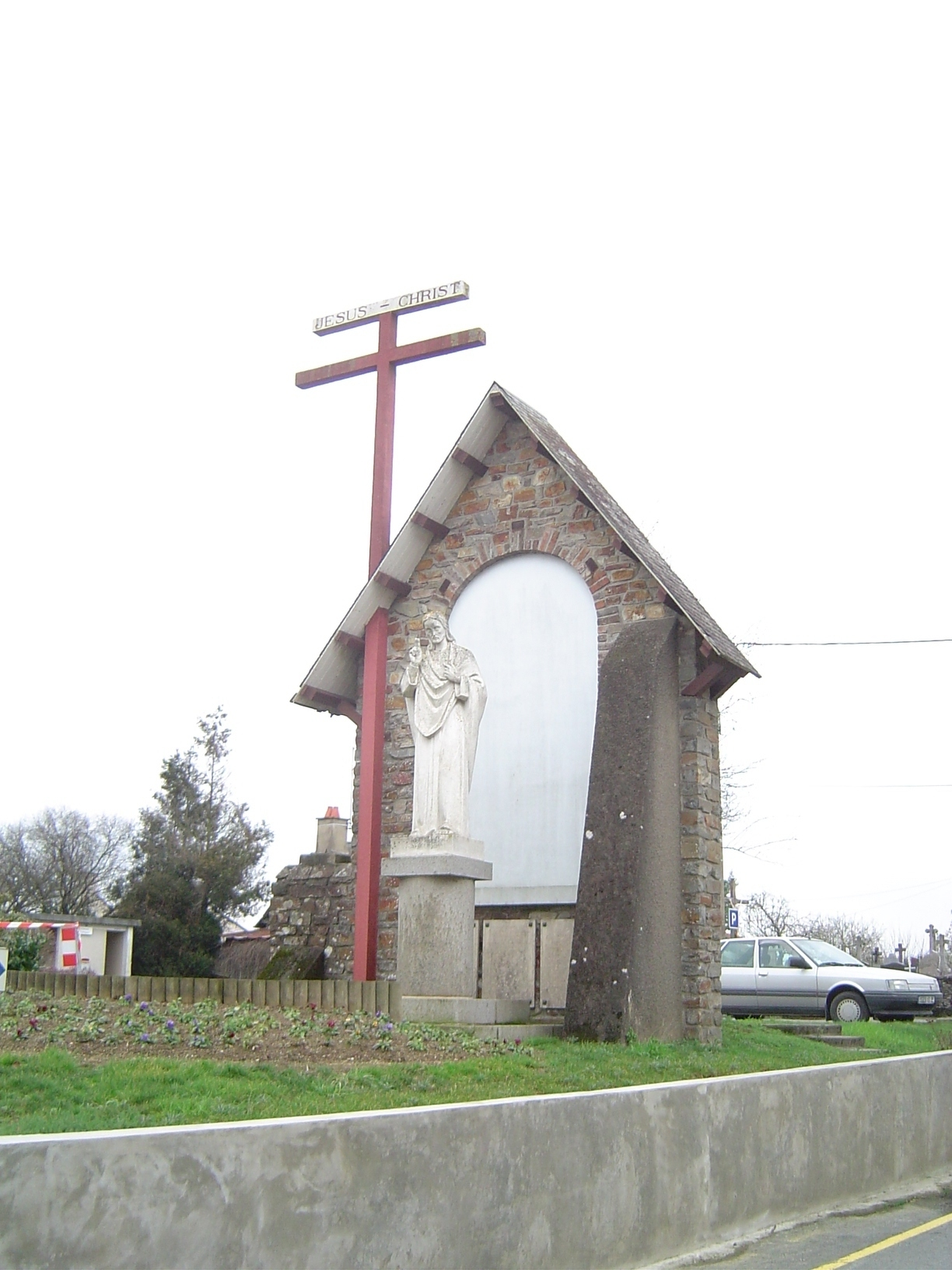
Calvaire à Saint-Melaine.
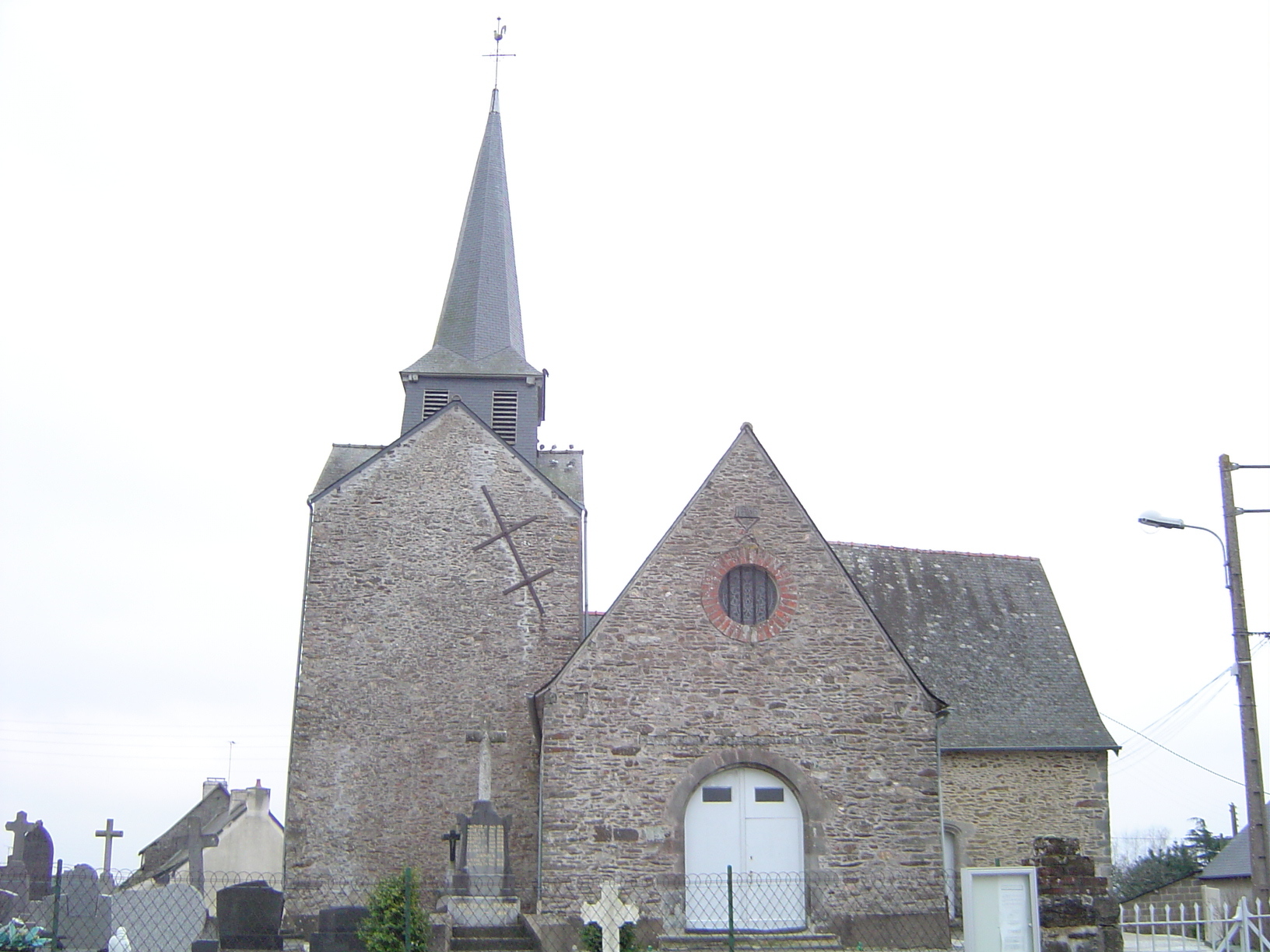
Saint-Melaine : l'église paroissiale Saint-Melaine.
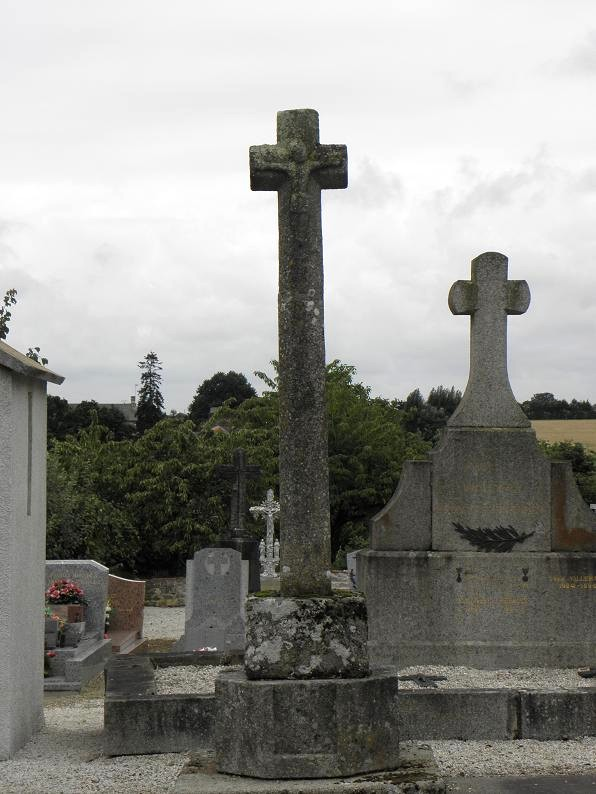
Broons-sur-Vilaine : la croix du cimetière.

Monument aux morts
Par délibération du 17 octobre 1920, le conseil municipal accepta le plan du monument aux morts qui est exécuté par M. Savinet, marbrier à Saint-Aubin-du-Cormier. Ce monument est érigé en lieu et place d'un calvaire situé près de l'église au coin de la place de la Mairie.
L’abbé Descures, curé de Châteaubourg (décédé en 1928 et inhumé dans l’église) donne son accord sous réserve de conserver la grotte pour pouvoir y célébrer des cérémonies et à la condition expresse que ce monument soit surmonté d’une croix.
Le 25 novembre 1920, le conseil municipal précise que ce monument sera en granit, qu’il portera une inscription principale en lettres d'or sur la stèle : « HONNEUR A NOS MORTS DE LA GRANDE GUERRE 1914 - 1918 » et sur le socle les noms des soixante-trois morts pour la patrie, en lettres d’or gravées. La croix est recouverte partiellement d’un linceul. Sont gravées également une croix de guerre, une couronne de laurier et une palme.
Les travaux d’un coût de 10 000 francs plus 3 500 francs de frais de maçonnerie et divers sont financés par souscription (2 590 francs), une subvention (minime) de l'État et un emprunt de la commune. Il est précisé que le monument devra être achevé pour la fin avril 1921.
Le 14 avril 1921, le conseil municipal, conformément aux instructions du préfet d'Ille-et-Vilaine, demande des « trophées de guerre » pour les placer près du monument, à savoir : deux mitrailleuses et huit obus gros calibre 420. Ce sont les mêmes obus qui ornent actuellement le monument.
Le 3 juillet 1921, le monument élevé en souvenir des soldats tombés au champ d’honneur est inauguré en présence de nombreuses personnalités, dont M. Langouët, conseiller général, le maire, le conseil municipal, d'anciens combattants, des familles, des Castelbourgeois et de nombreux anonymes. Le conseiller général déclare entre autres : « Et si l’on pouvait écarter le voile du mystère, nous nous rendrions compte, que, depuis le premier soldat dont le nom est inscrit sur ce monument jusqu’au dernier, les uns et les autres, tous sans exception, on fait de grandes choses pour les causes nationales qui sont : l’honneur, la justice et la liberté ».
Dans l’église, à l’emplacement de l'orgue actuel, se trouvait également une sculpture où étaient gravés les noms des soldats morts au combat. L’abbé Trémoureux, curé de la paroisse la fit enlever dans les années 1950 lors de la rénovation de l’église. Le conseil municipal, en séance du 31 mai 1921, propose de créer un « carré militaire » dans le cimetière et de prendre en charge « la concession funéraire, les frais d’inhumation des militaires dont les corps sont ramenés dans la commune, à la condition que la concession soit exclusivement destinée à l’inhumation des soldats ». Mais les familles ne donnent pas suite à cette proposition préférant, comme dans beaucoup de communes, le caveau familial.
Après la Seconde Guerre mondiale s’ajouteront les noms de onze Castelbourgeois morts au combat.

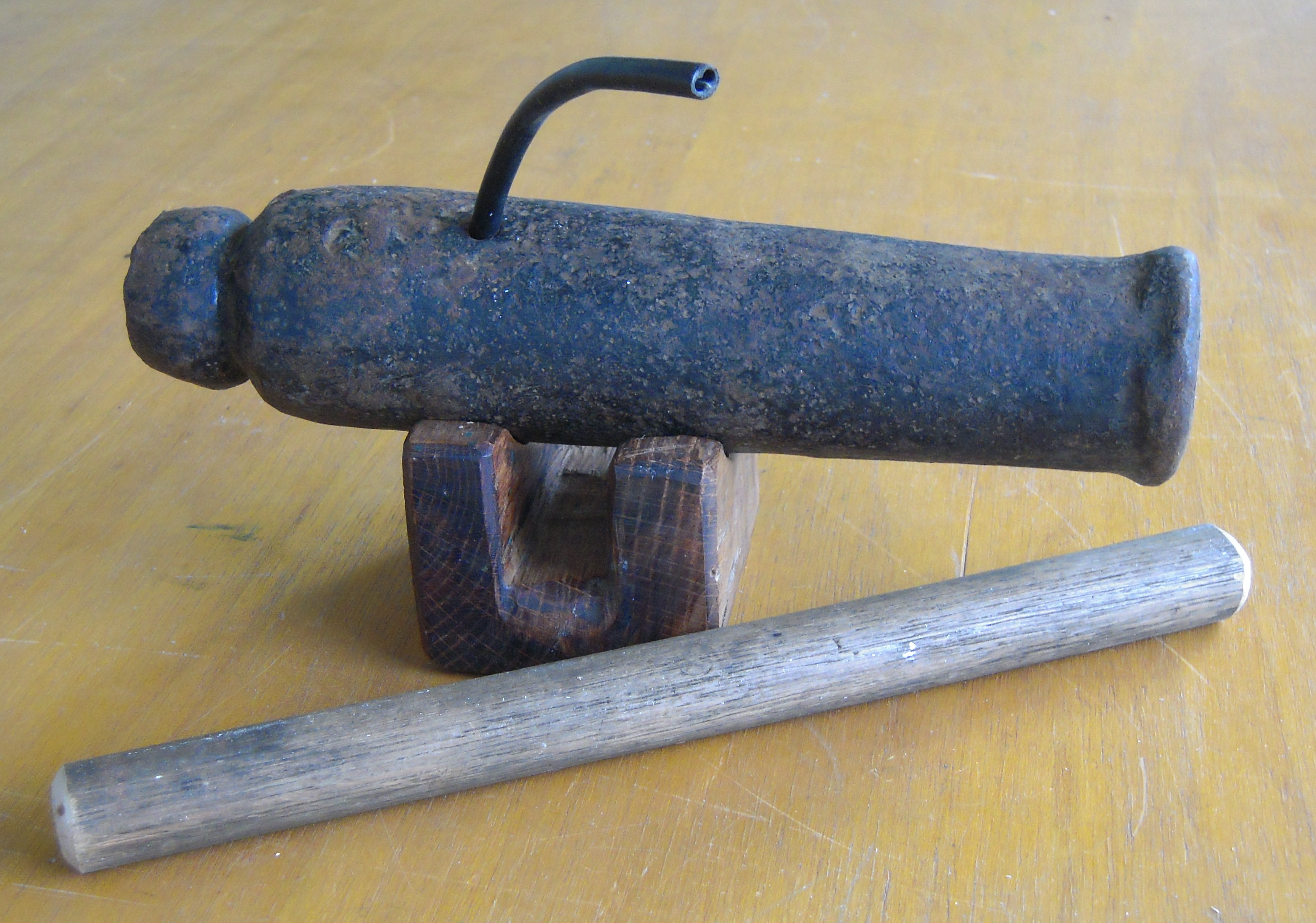
Le canon de Joseph Martin.

Chaque année, lors des cérémonies du 11-Novembre, Joseph Martin, au pied du monument aux morts, tirait plusieurs coups de canon, avec son canon factice : (mèche, poudre noire, bourre de papier-journal et fouloir).

### Personnalités liées à la ville
- Louis Fromage de Longueville (né vers 1732, décédé en 1786 à Châteaubourg), fut un écrivain et journaliste, originaire de Laon (Aisne), mais qui vécut essentiellement à Paris. Devenu miséreux, il se suicida en se jetant dans la Vilaine, le samedi de Pâques 1786, et fut inhumé dans le cimetière de Châteaubourg le 16 avril 1786[158].
- Jean-Baptiste-François-Nicolas Millaux (né à Châteaubourg le  25 novembre 1756, mort à Nevers le 19 février 1829), ecclésiastique, fut évêque de Nevers de 1823 à 1829.
- Marin Rouchauce, né le 23 mai 1788 à Châteaubourg, accompagna Jean Millaux à Nevers lorsque ce dernier fut nommé évêque ; il devint chanoine, professa la théologie au grand séminaire de Nevers, puis fut supérieur du petit séminaire de Corbigny, avant de devenir en 1839 doyen du chapitre de la cathédrale de Nevers. Il mourut le 26 août 1873 à Paris, mais fut inhumé à Nevers[réf. nécessaire].
- Napoléon Marie de Nompère, comte de Champagny (1806 - 1872, château de la Balluère, Broons-sur-Vilaine), homme politique, maire de Loyat (Second Empire).
- Arlette Chaumorcel, née le 20 mai 1935 à Châteaubourg est une poétesse et romancière.